# Zahntechnik
Die Zahntechnik ist ein Handwerk, dessen Aufgabe es ist, alle Arten von Zahnersatz, wie Zahnkronen, Brücken, Teil- und Vollprothesen, Inlays, kieferorthopädische Behandlungsgeräte, sogenannte Knirscherschienen wie auch Schienen für Kieferbrüche oder Mundschutze für bestimmte Sportarten herzustellen. Die Zahntechnik ist damit ein wichtiger Teilbereich zahnärztlicher Behandlungen.
Zahntechnische Arbeiten werden in einem Dentallabor (auch Zahntechnisches Labor) gefertigt, das entweder als selbständiges Gewerbliches Labor besteht oder einer Zahnarztpraxis angegliedert ist.

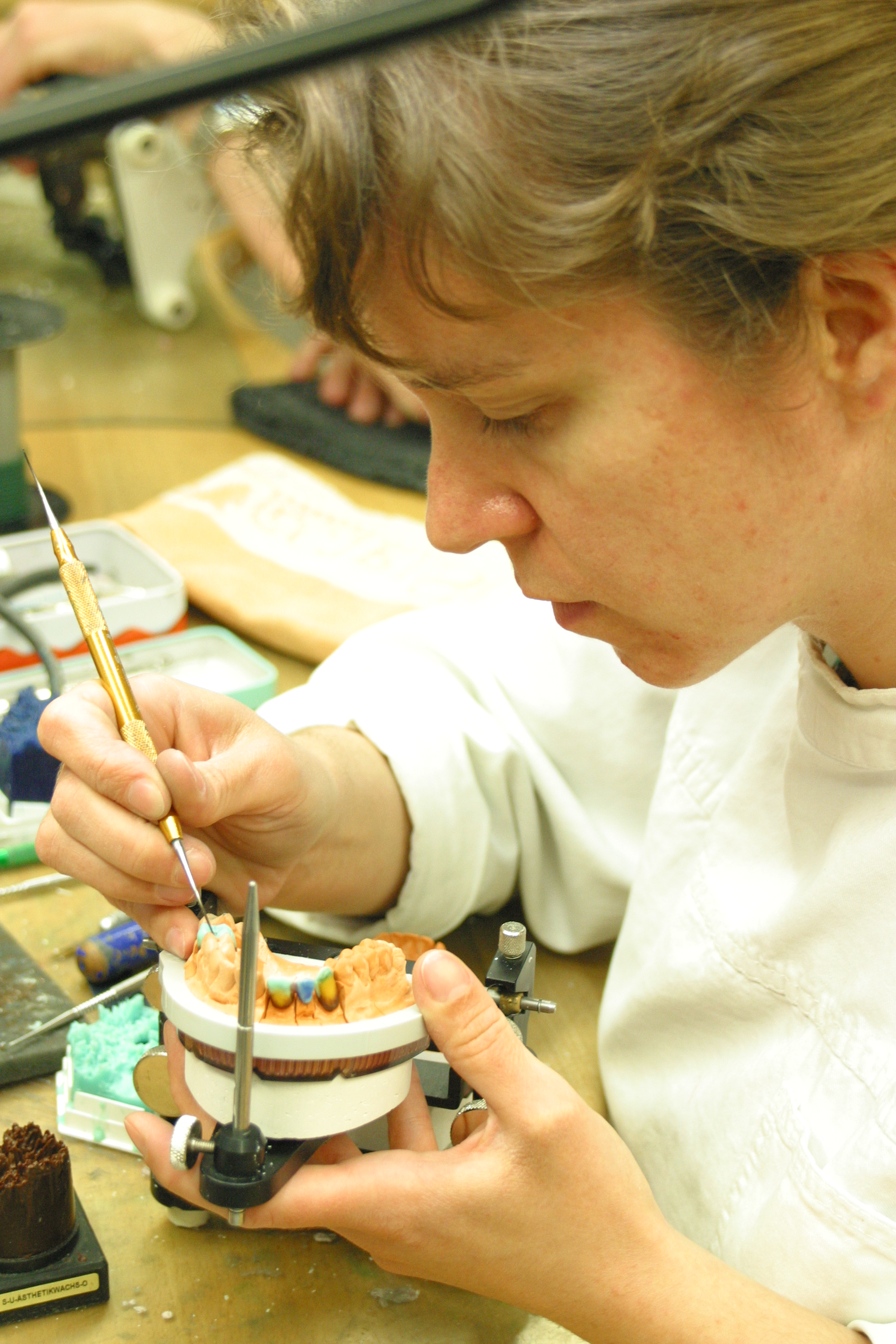
Zahntechnikerin bei der Arbeit

## Gewerbliches Labor
Ein gewerbliches Dentallabor ist ein Handwerksbetrieb und ist als solcher Mitglied der örtlich zuständigen Handwerkskammer. Viele Betriebe sind zusätzlich über die entsprechende Innung organisiert. In Deutschland unterliegen gewerbliche zahntechnische Labore dem Meisterzwang. Es muss also mindestens eine Person (meistens der Inhaber) mit Großem Befähigungsnachweis verantwortlich zeichnen. Auch nach mehreren Reformen der Handwerksordnung unterliegen in Deutschland noch zahlreiche Handwerksberufe dem Meisterzwang. Dazu zählt auch die Zahntechnik.

## Praxislabor
Zahnärzte dürfen ein Praxislabor unterhalten, in dem Zahnersatz hergestellt wird. In Deutschland sind die für Praxislabore geltenden Preise für gesetzlich Versicherte Patienten gemäß § 57 Abs. 2 SGB V gegenüber den Preisen, die gewerbliche Laboratorien gemäß dem Bundeseinheitliches Leistungsverzeichnis (BEL II) in Rechnung stellen dürfen, um 5 % abzusenken, da ein gewerbliches Labor – im Gegensatz zum praxiseigenen Labor – gewerbesteuerpflichtig ist. Im Praxislabor kann auch ein Zahntechnikermeister beschäftigt werden, was aber nicht zwingend vorgeschrieben ist. Im Bereich der Privatabrechnung kann das Praxislabor nach §9, §10 GOZ nur die nachgewiesenen Kosten + Gewinnanteil berechnen. Zur Kalkulation der darin eingehenden Arbeits- und Rüstzeiten bietet der VDZI Leistungsverzeichnisse (sog. Benennungslisten) an.

## Zusammenarbeit Zahnarzt – Zahntechniker
Eine enge Zusammenarbeit zwischen Praxis und Labor ist unerlässlich. Sowohl die Prozessabläufe, als auch die Behandlungsvarianten müssen zwischen beiden abgestimmt sein. Teilweise werden Zahntechniker auch bei den Einproben oder der Farbauswahl mit einbezogen, damit sie sich individuell ein besseres Bild machen können. Im Regelfall werden den Patienten im zahnärztlichen Beratungsgespräch mehrere Behandlungsmethoden vorgestellt. Da neben medizinischen Fragen oft auch Fragen bezüglich Optik, Handhabung und Material entstehen, gibt es mittlerweile auch Dental-Labore, die eine unabhängige Möglichkeit zur Information anbieten.
Dafür ist die Ortsnähe eines zahntechnischen Labors zur zahnärztlichen Praxis von Vorteil. Zur zahntechnischen Herstellung gehört das Wissen und Können um den Trias Farbe, Form und Funktion.

## Arbeitsbereiche der Zahntechnik

### Zahnersatz

#### Modellerstellung
Bei nahezu jeder Arbeit sind Abformungen der Kiefer und Zähne die Grundlage für zahntechnische Arbeiten. Zur Abformung kann je nach Arbeitsgang Alginat, Silikon oder Polyäther eingesetzt werden. Der Zahntechniker stellt mit Hilfe dieser Abformungen Gipsmodelle (meist aus Hartgips) her, sodass er dann die Situation vorliegen hat, die auch im Munde des Patienten gegeben ist. Zusätzlich stellt er in einem Artikulator durch eine Kieferrelationsbestimmung (früher: Bissnahme) die Lagebeziehung der Kiefer zueinander her. Eine solche Kieferrelationsbestimmung kann je nach Art der anzufertigenden Arbeit und den Ansprüchen, die Zahnarzt und Patient stellen, ein einfacher Wachsbiss sein, aber auch eine aufwendige (und teure) Axiographie.
Auch die Modelle werden unterschiedlich für die folgenden Maßnahmen vorbereitet. Handelt es sich um einen individuellen Abdrucklöffel, eine Registrierschablone (früher: Bissschablone) oder eine einfache Prothese, kann auf dem Modell direkt weitergearbeitet werden. Sollen jedoch Edelmetallarbeiten (Kronen, Brücken, kombinierter Zahnersatz, Suprakonstruktionen auf Zahnimplantaten) gefertigt werden, wird ein Sägemodell hergestellt, bei dem die einzelnen Zähne getrennt bearbeitet, aber auf den Modellsockel eindeutig zurückgesetzt werden können. Bei Suprakonstruktionen integriert der Zahntechniker vorgefertigte und auf das jeweilige Implantatsystem abgestimmte Teile in die Konstruktion.

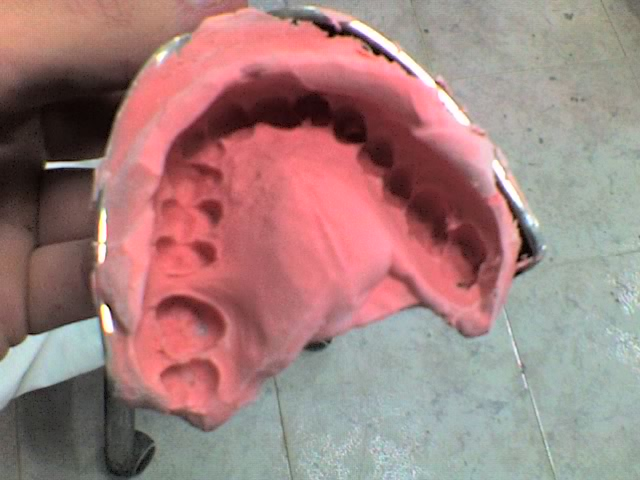
Oberkiefer-Alginatabdruck
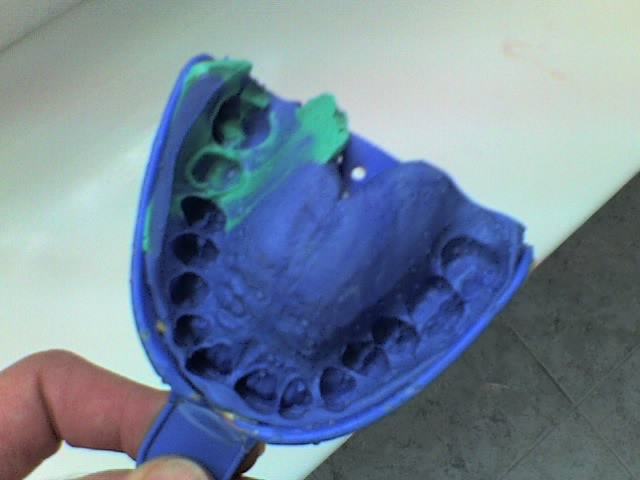
Oberkiefer-Silikonabdruck
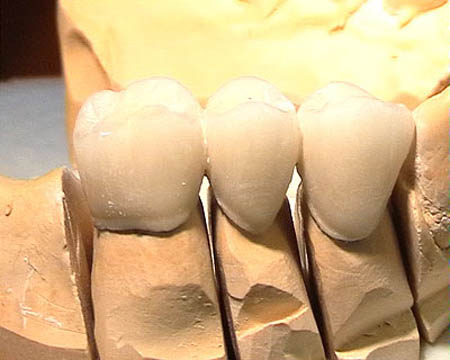
Sägemodell
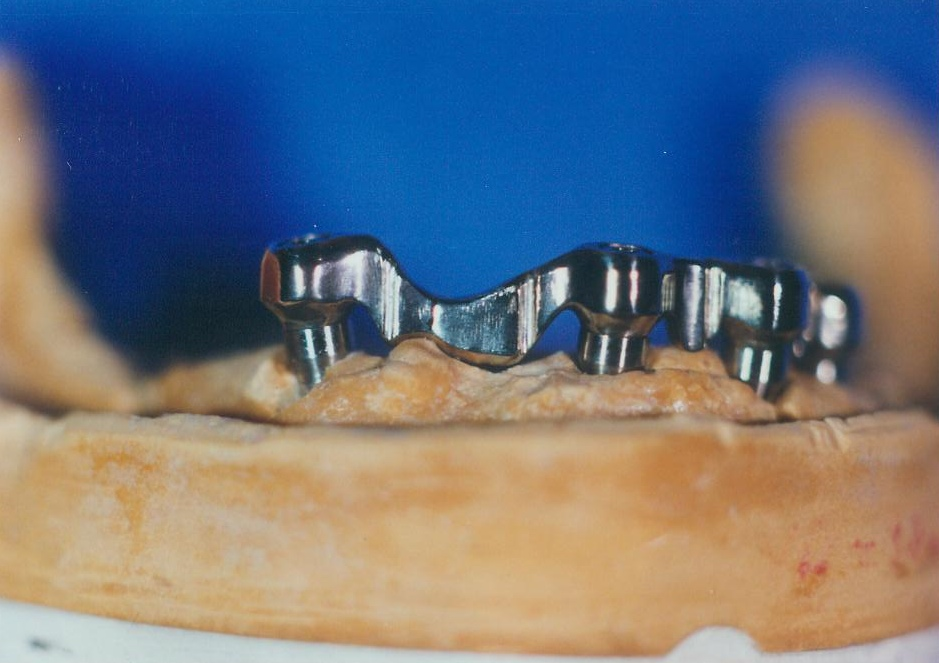
Suprakonstruktion - die zylinderförmigen Teile sind vorgefertigt.

#### Modellation der (Edel)metallteile in Wachs
Der Zahntechniker modelliert auf dem Zahnstumpf, der den vom Zahnarzt beschliffenen Zahn maßstabsgetreu wiedergibt, ein Wachsmodell, das der späteren Krone oder Brücke entspricht. Zusätzlich wird ein Gusskanal aus Wachs mit der Modellation verbunden, durch den beim Gießen das Metall einschießen kann.

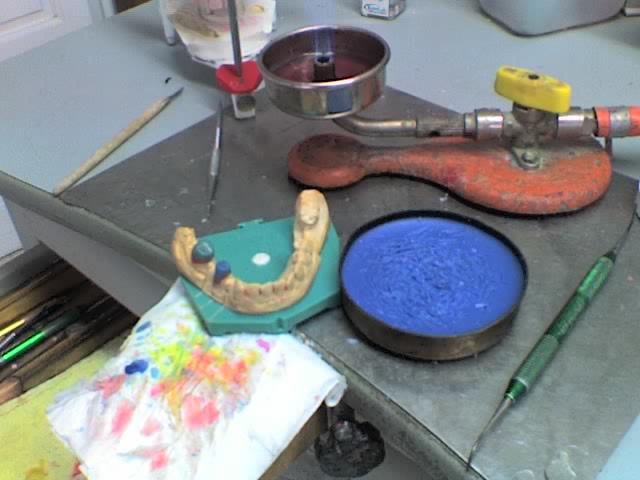
Das Gussstück wird in Wachs modelliert.

#### Guss der Wachsmodelle
Die Wachsmodellation wird in einer speziellen, auf Gips basierenden Einbettmasse, die sich innerhalb einer Gussmuffel befindet, eingebettet. Nach der Aushärtung wird das Wachs in einem Ausbrennofen herausgebrannt. Dabei expandiert gleichzeitig die Einbettmasse so weit, dass die Schrumpfung der Legierung beim Abkühlen exakt ausgeglichen wird. Es wird eine Passgenauigkeit zum natürlichen Zahn von 10 µm angestrebt. Das Metall wird durch eine Flamme (veraltet), elektrische Widerstandsheizung, Induktionsstrom oder Lichtbogen geschmolzen und durch Vakuumdruckguss (früher per Fliehkraft: Gussschleuder) in den nunmehr vorhandenen Hohlraum der Einbettmasse hineingepresst. Es handelt sich um einen Guss mit verlorener Form.
In aller Regel werden heutzutage auch größere Gussteile in einem Stück (Einstückguss) gegossen. Es können aber auch einzelne Teile gegossen und diese dann durch Löt-, Schweiß- (durch Lichtbogen oder Laser) oder Klebetechnik verbunden werden.

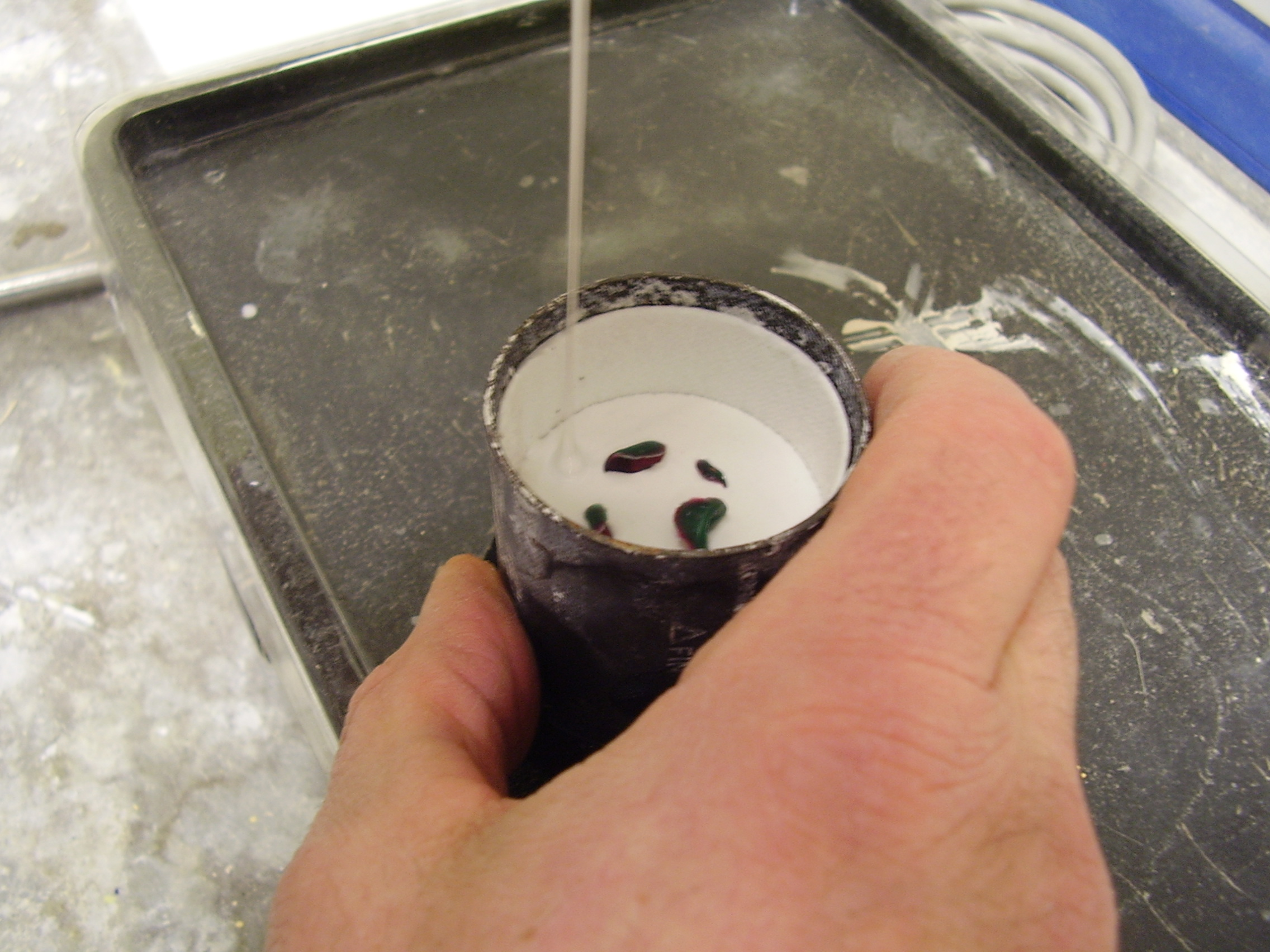
Das Gussstück wird eingebettet.
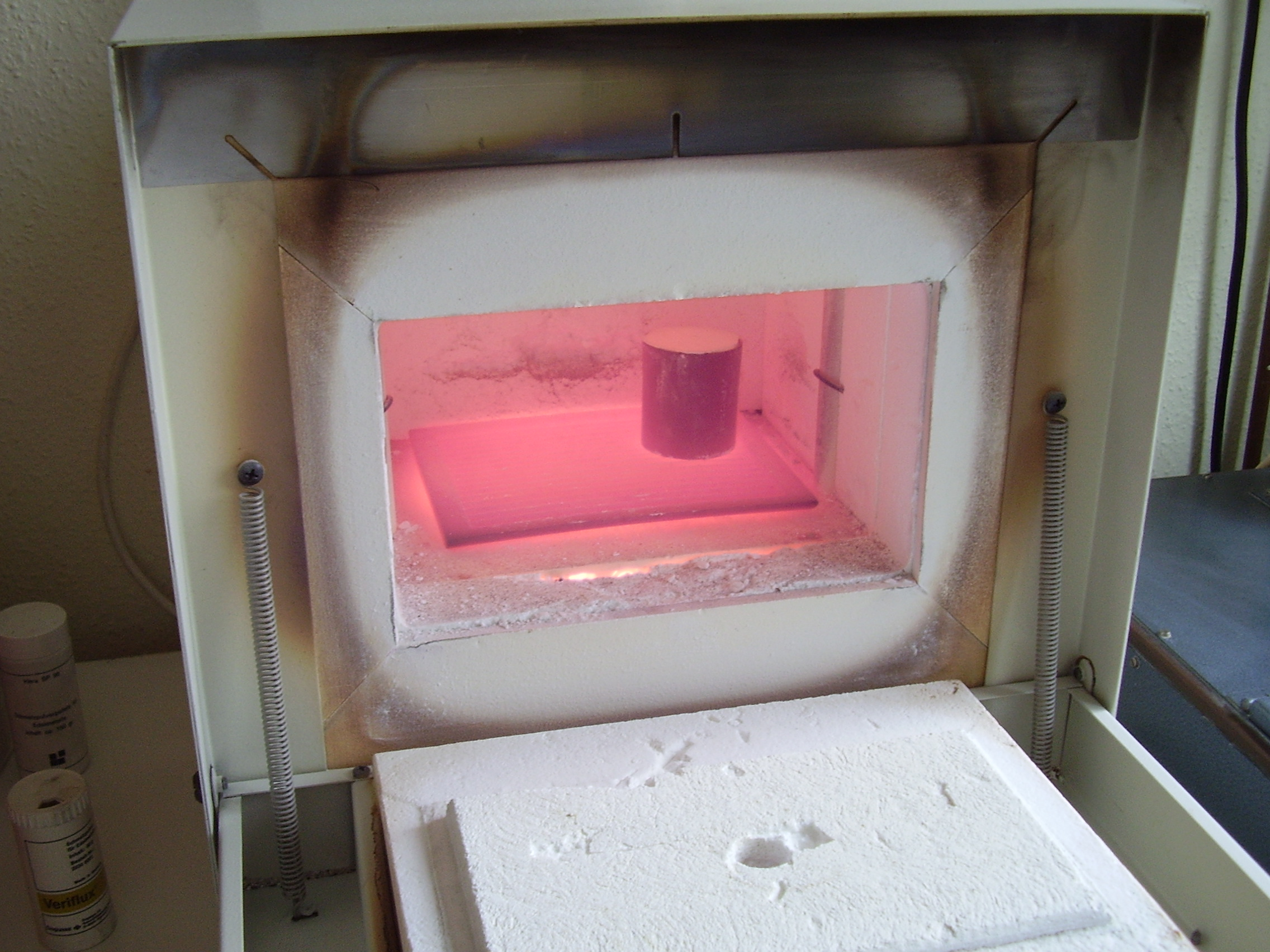
Im Ausbrennofen wird das Wachs ausgebrannt.
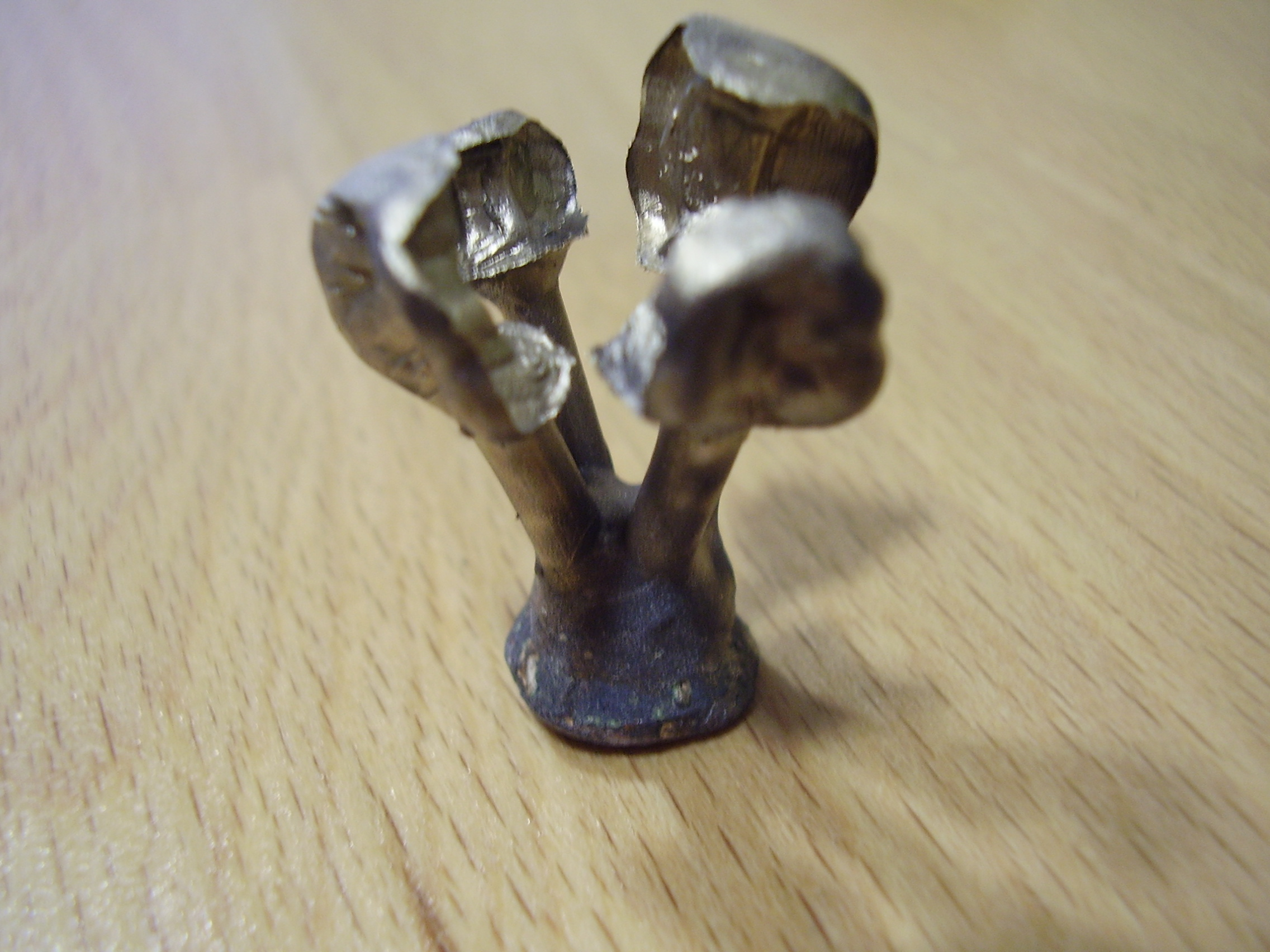
Rohguss, die Gussstifte sind noch nicht entfernt.

#### Verblendung mit Keramik oder Komposits
Metallgerüste können mit keramischen Massen beschichtet werden (Verblend-Metall-Keramik, VMK), um sie gegenüber natürlichen Zähnen in Form, Oberflächengestaltung und Farbaufbau täuschend echt erscheinen zu lassen. Lichteffekte des natürlichen mineralischen Zahnschmelzes, wie Opaleszenz, Fluoreszenz, Transluzenz, unterschiedlich intensive Farbschichten usw. werden in individueller Handarbeit aus feuchtem Keramikpulver aufgebaut und unter Vakuum bei 780 °C bis 900 °C gebrannt.
Auch mit Keramik versetzte Kunststoffe (Komposits) eignen sich zur Verblendung, wenn auch deren Ergebnis nicht so natürlich erscheint wie bei einer Keramikverblendung. Hierzu werden mit Keramik versetzte Kunststoffe (Komposits) in knetbarer Konsistenz aufgeschichtet und mit Halogenlicht polymerisiert.

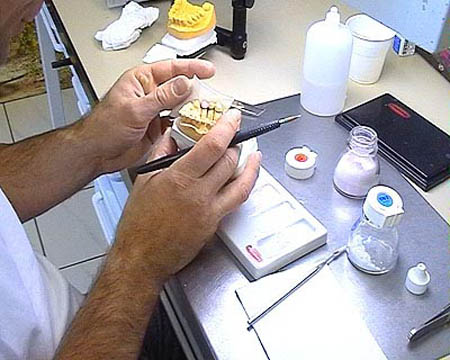
Die Keramikmasse wird aus mehreren Farben zusammengesetzt,
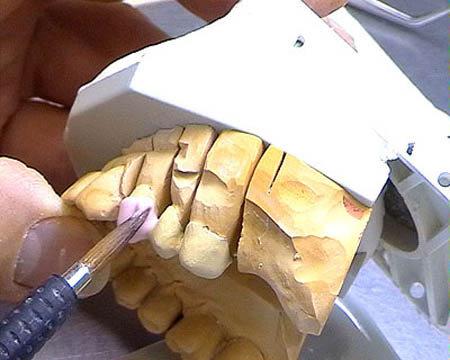
mit einem Pinsel schichtweise aufgetragen
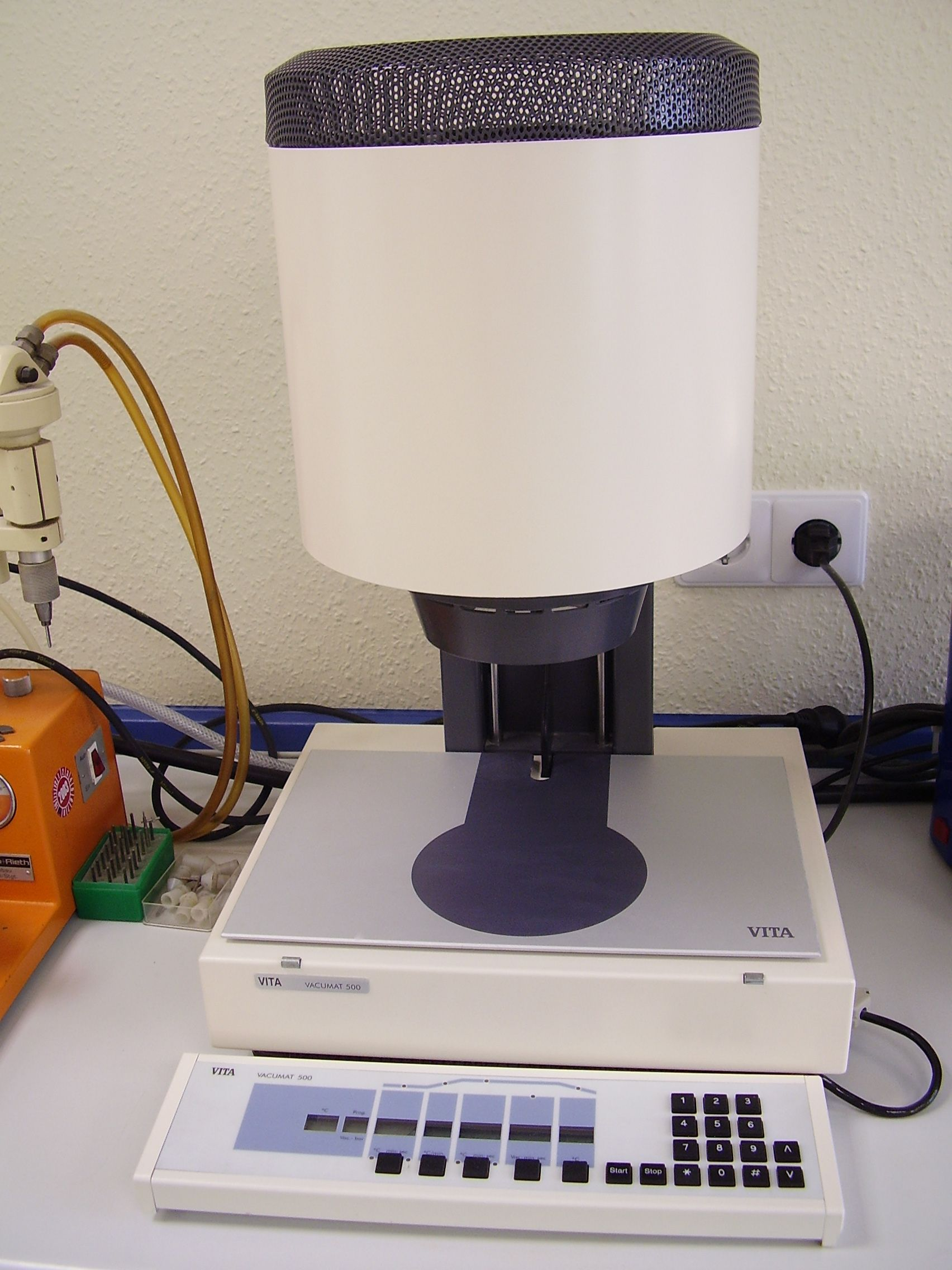
und immer wieder gebrannt.

#### Teilprothese – Modellguss
Bei Modellgussprothesen wird aus einer Chrom-Cobalt-Molybdän-Legierung eine Basis mit den erforderlichen Halt- und Stützelementen (Klammern) in einem Stück gegossen. Durch die Federkraft der Klammern oder durch Anker, Geschiebe, Stege oder Teleskopkronen finden derartige Prothesen Halt am Restgebiss. Zum Gießen wird ein aus einer speziellen Einbettmasse hergestelltes vollständiges Modell eingebettet, auf das zuvor das Gussstück in Wachs modelliert wurde. Die Lage der Klammern wird exakt mit einem Parallelometer ausgemessen, wobei der prothetische Zahnäquator maßgeblich ist.
Auf die Prothesensättel werden Retentionen modelliert, an denen sich der Kunststoff, der das Zahnfleisch simuliert, mechanisch verankert. Am Kunststoff wiederum sind die künstlichen Zähne mechanisch, aber auch durch chemische Reaktion befestigt. Die Zähne werden von der Industrie in vielen unterschiedlichen Formen, Größen und Farben hergestellt. Der Kunststoff und auch die Zähne sind ein Acrylat, das zunächst als Pulver (Polymer) und Flüssigkeit (Monomer) vorliegt und bei der Aushärtung polymerisiert, entweder unter Erwärmung in einem Heißluftschrank (Heißpolymerisation) oder ohne Wärmezufuhr als Kaltpolymerisat. Näheres siehe unten bei Totale Prothese.

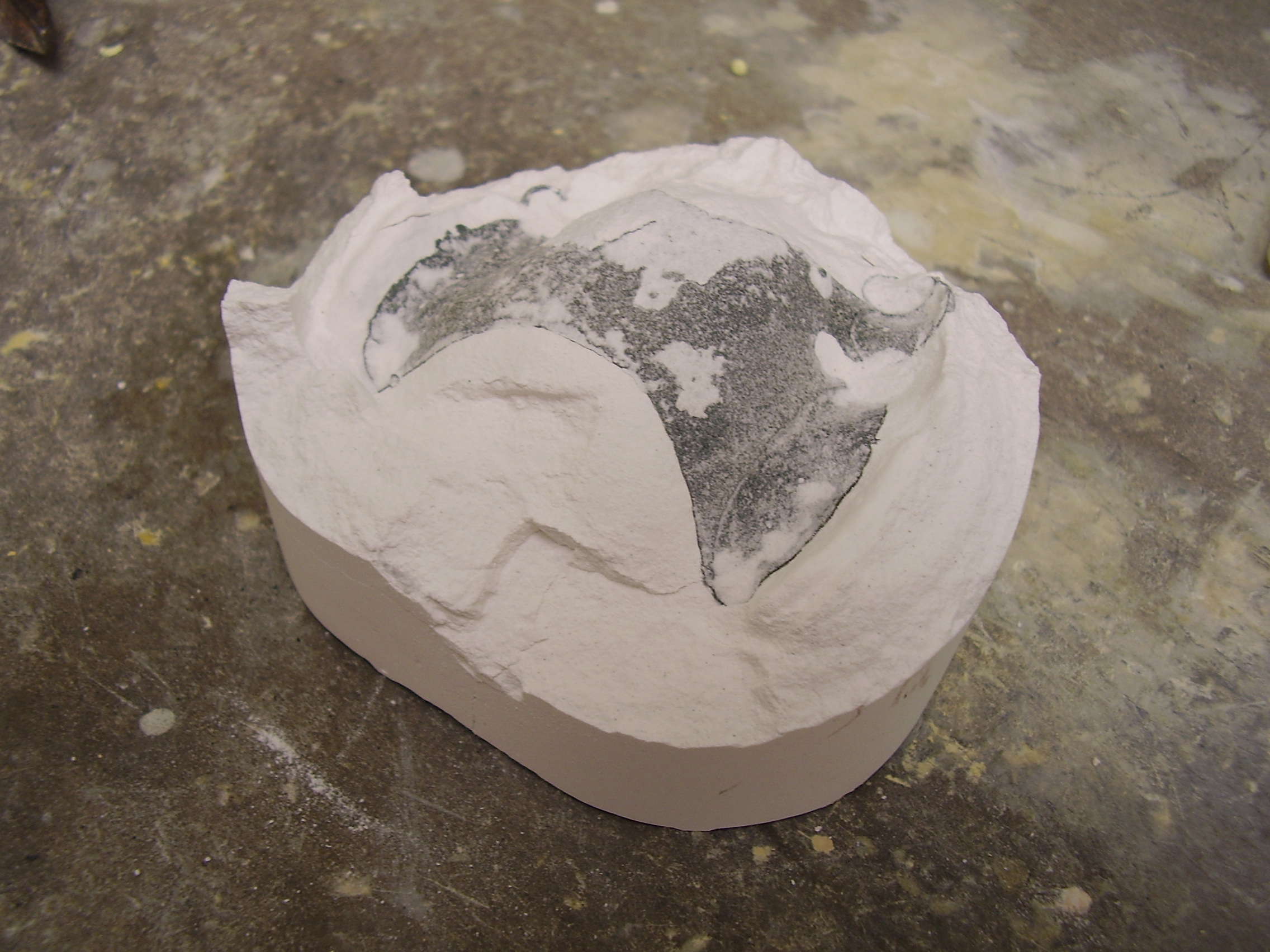
Die Modellgussbasis wurde gegossen und wird aus der Einbettmassenform entfernt.
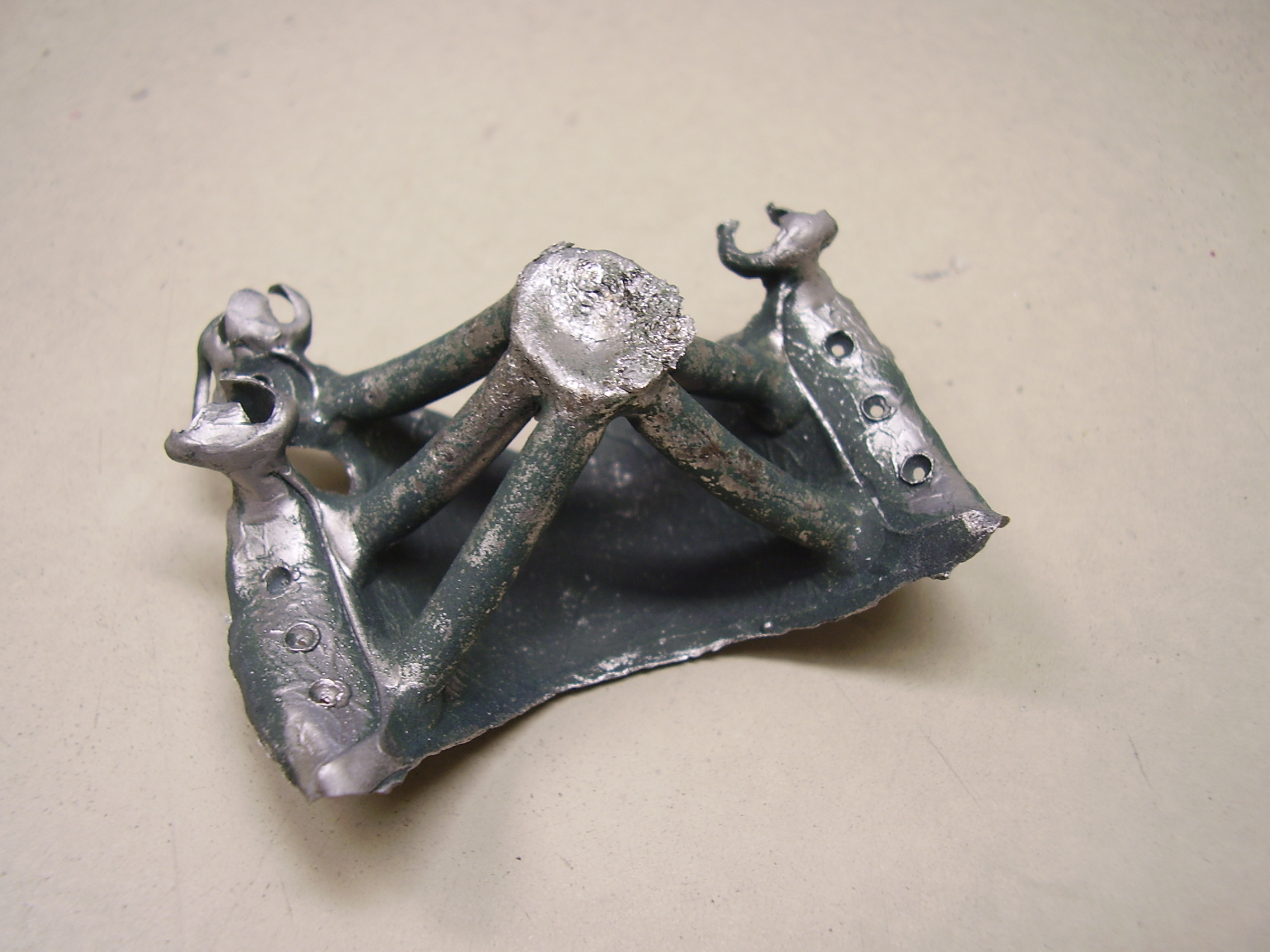
Die Modellgussbasis im Rohzustand. Die Gusskanäle sind noch nicht entfernt.
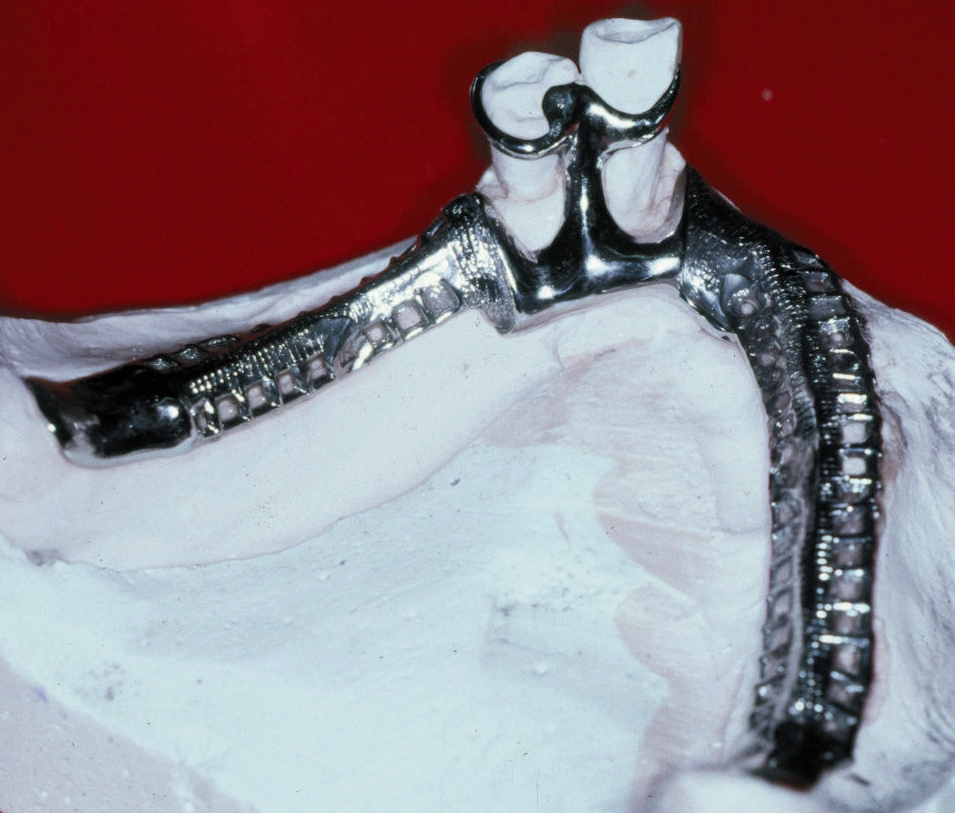
Eine Modellgussbasis auf dem Arbeitsmodell
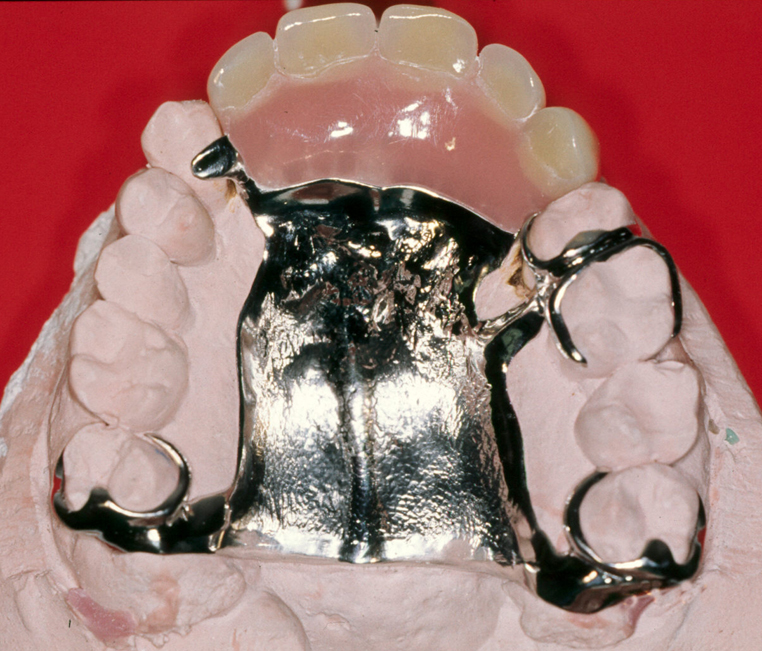
Eine fertiggestellte Modellgussprothese

#### Teilprothese – Kunststoffbasis
Bei einfachen (provisorischen) Prothesen ohne Modellgussbasis werden die Halteelemente aus V2A-Draht in einer Stärke von 0,8 bis 1,0 mm gebogen.
6 Teilprothetik Die Zähne und die Kunststoffanteile entsprechen denen einer Modellgussprothese.

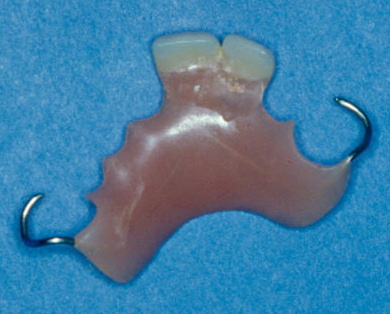
Eine einfache (provisorische) Prothese

#### Totalprothese
Die Herstellung einer Totalprothese erfolgt Hand in Hand mit dem Zahnarzt. Für die Herstellung einer Totalprothese (im Fachjargon: entsprechend der Anzahl der Zähne: „14-er“ für einen Kiefer und „28-er“ für beide Kiefer) stellt der Techniker auf einem einfachen Situationsmodell zunächst einen individuellen Löffel aus Kunststoff her. Mit diesem Löffel nimmt der Zahnarzt eine Funktionsabformung. Mit dieser Abformung erstellt der Zahntechniker das Arbeitsmodell, also die Grundlage der weiteren Arbeitsschritte. Es folgt die Anfertigung von Bissschablonen, mit deren Hilfe der Zahnarzt die Relation der Kiefer zueinander einstellt, die Okklusionsebene festlegt, die Mittellinie und die sogenannte Lachlinie einzeichnet. Lachlinie ist der Bereich, in dem die oberen Zähne bei leichter Anhebung der Oberlippe sichtbar sind. Auch Farbe und Form der künstlichen Zähne müssen jetzt bestimmt und dem Techniker übermittelt werden.

##### Zahntechnische Herstellung der Totalprothese
Nachdem der Zahntechniker mit diesen Vorgaben die Modelle in den Artikulator eingestellt hat, stellt er die Zähne auf einer (oft durch eine Akrylplatte verstärkten) Wachsbasis auf. Diese Wachsaufstellung wird vom Zahnarzt beim Patienten einprobiert und evtl. korrigiert.
Im Labor wird diese Prothese dann in Kunststoff umgesetzt. Dazu wird das Wachsmodell mit den Prothesenzähnen in eine Küvette eingebettet. Nach der Aushärtung des Gipses kann das Wachs mit heißem Wasser ausgeschmolzen werden, wobei die Zähne in der Küvette verbleiben. Für das Einbringen des Kunststoffes und dessen Aushärtung sind verschiedene Verfahren möglich:
- Stopf-Press-Verfahren: Eine teigartige Mischung aus Monomer und pulverförmigem Polymer wird in den Hohlraum der zweiteiligen geöffneten Kürette gestopft. Anschließend werden die Küvettenhälften zusammengepresst. Vorteil: Wenig Aufwand, Nachteil: Passungenauigkeit durch Bisserhöhung.[9]
- Injektionsverfahren: Der maschinell angemischte Kunststoff wird als Heiß- oder Kaltpolymerisat in die geschlossene Küvettenhohlform gepresst (injiziert). Vorteil: Optimales Mischungsverhältnis, Nachteil: hoher technischer Aufwand.[9]
- Gießverfahren: Kaltpolymerisat wird in eine Gießküvette gegossen und unter Druck bei ca. 50 °C im Wasserbad polymerisiert. Nachteil: hohe Schrumpfung und damit Passungenauigkeit.[9]
- Spritzgussverfahren: ein bereits polymerisiertes Thermoplast (meist Polymethylmethacrylat (PMMA)) wird durch Erwärmung verflüssigt und unter hohem Druck in eine Spritzküvette eingebracht. Vorteile: keine Polymerisationsschrumpfung, also hohe Passgenauigkeit. Äußerst geringer Restmonomergehalt. Nachteile: Die Prothesenzähne werden nicht anpolymerisiert, gehen also keine chemische Verbindung ein, sondern müssen mit mechanischen Retentionen versehen werden. Hoher technischer Aufwand.[9]
- Schmelz-Press-Verfahren (Luxene®): Kombination aus Stopf-Press- und Injektions-Technik. Es wird vorpolymerisiertes, erwärmtes Gel in eine offene Küvette gestopft und nach Verschließen wird der Kunststoff gepresst und verdichtet. Die endgültige Polymerisation erfolgt im Wasserbad.[9]

Nach dem Ausbetten wird die Prothese in den Artikulator zurückgesetzt, um evtl. die Okklusion zu korrigieren, und wird abschließend ausgearbeitet und poliert.
- Digitale Herstellung: mittels CAD/CAM-System werden Prothesenbasen und -Zähne auf einer Fräsmaschine gefräst oder die Basis mit einem 3D-Drucker gefertigt und anschließend mit den Prothesenzähnen verklebt.

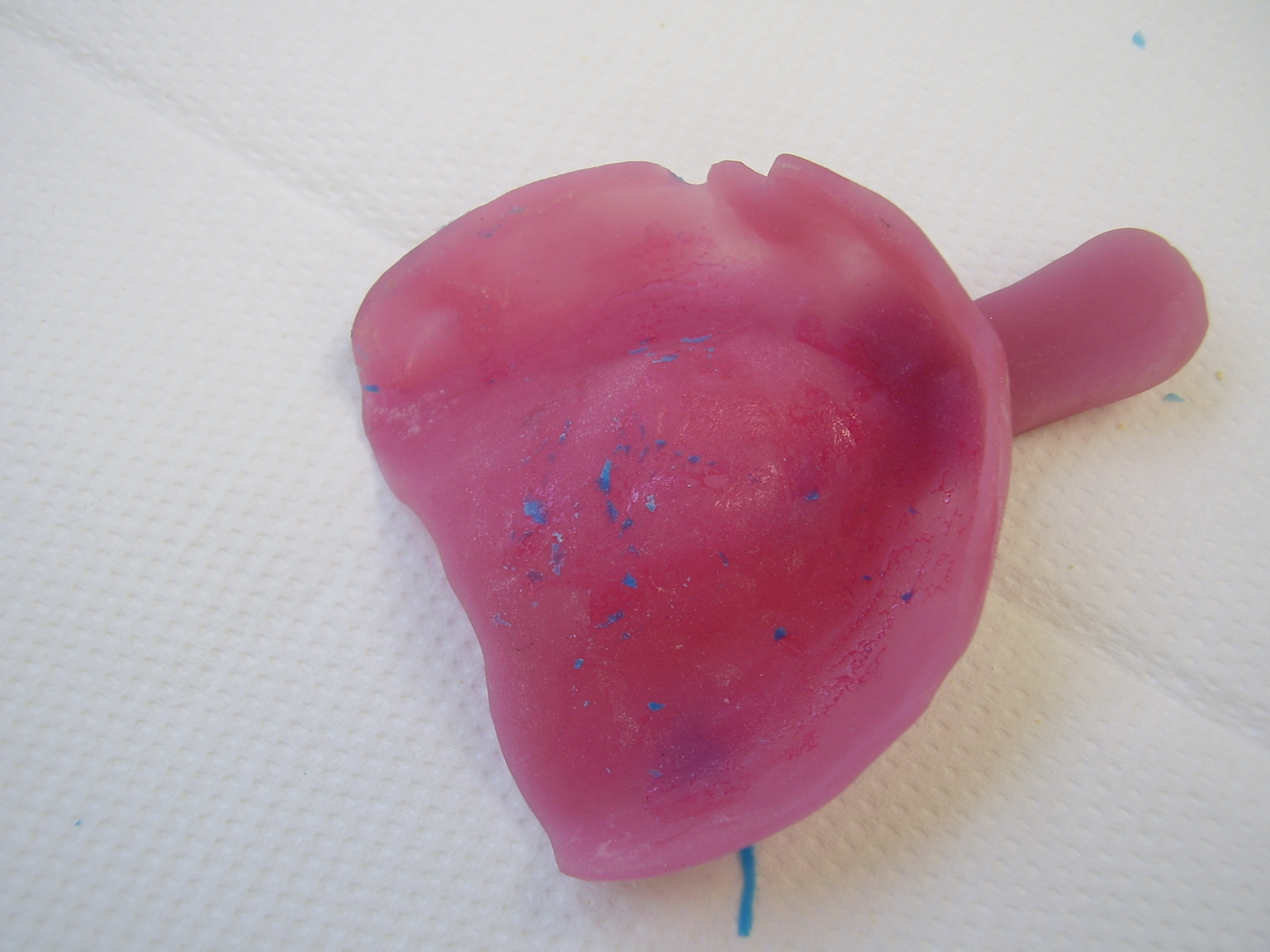
Individueller Löffel für einen zahnlosen Oberkiefer
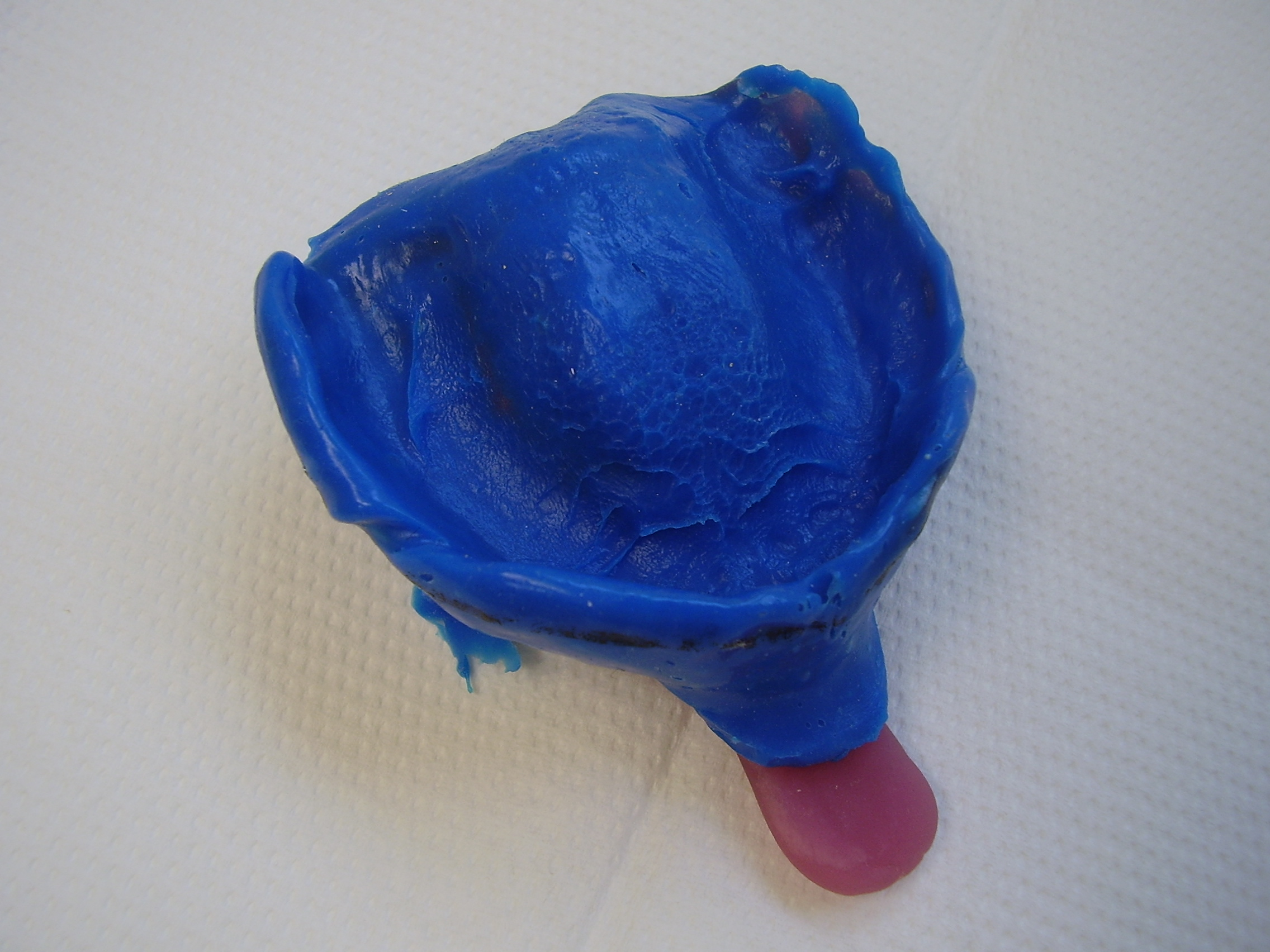
Funktionsabdruck eines zahnlosen Oberkiefers
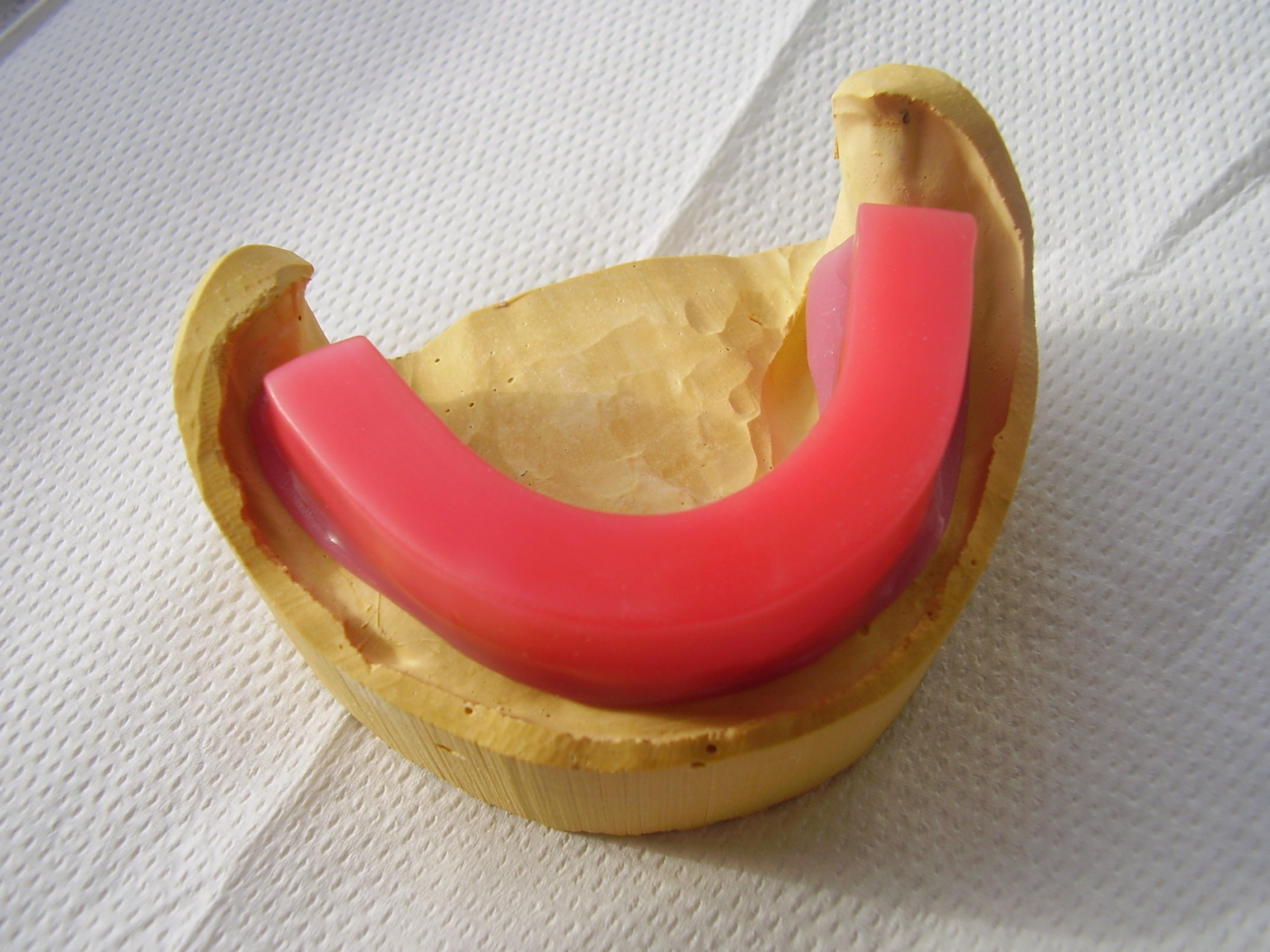
Unterkiefer-Bissschablone zur Bestimmung der Kiefer-Relation
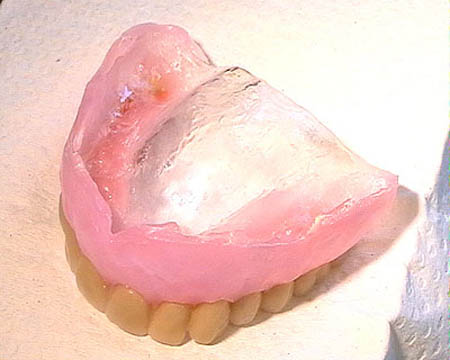
Die Kunststoffzähne sind auf einer Akrylplatte in Wachs aufgestellt.
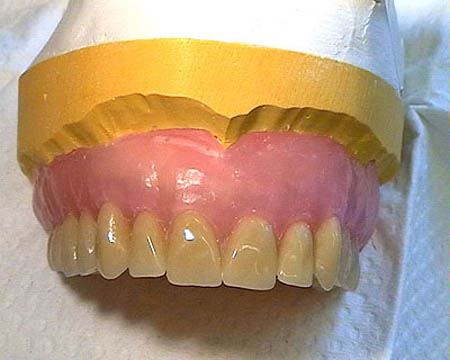
Wachsmodell einer Totalen Oberkieferprothese
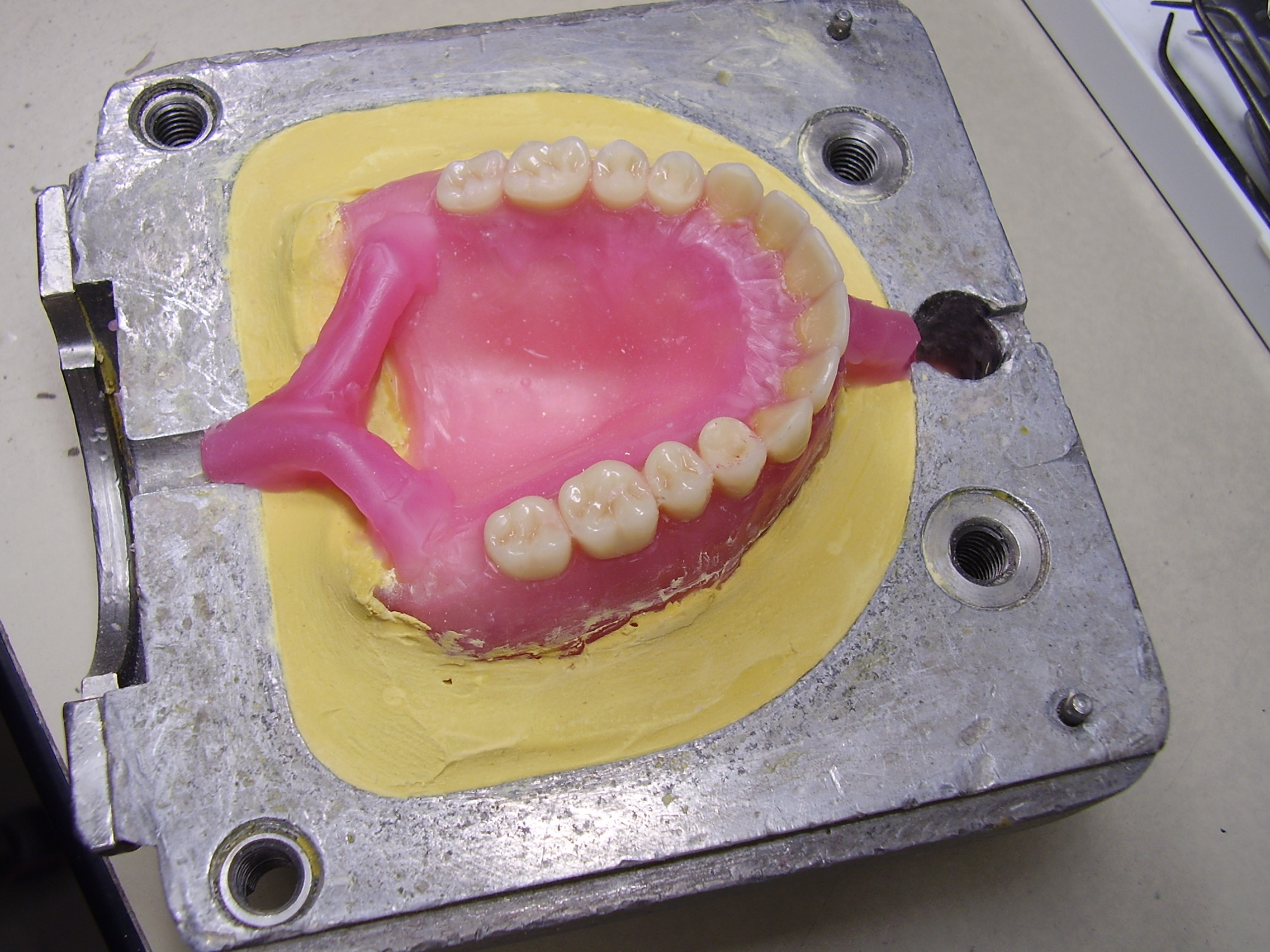
Die Prothese wird in die Küvette eingebettet.
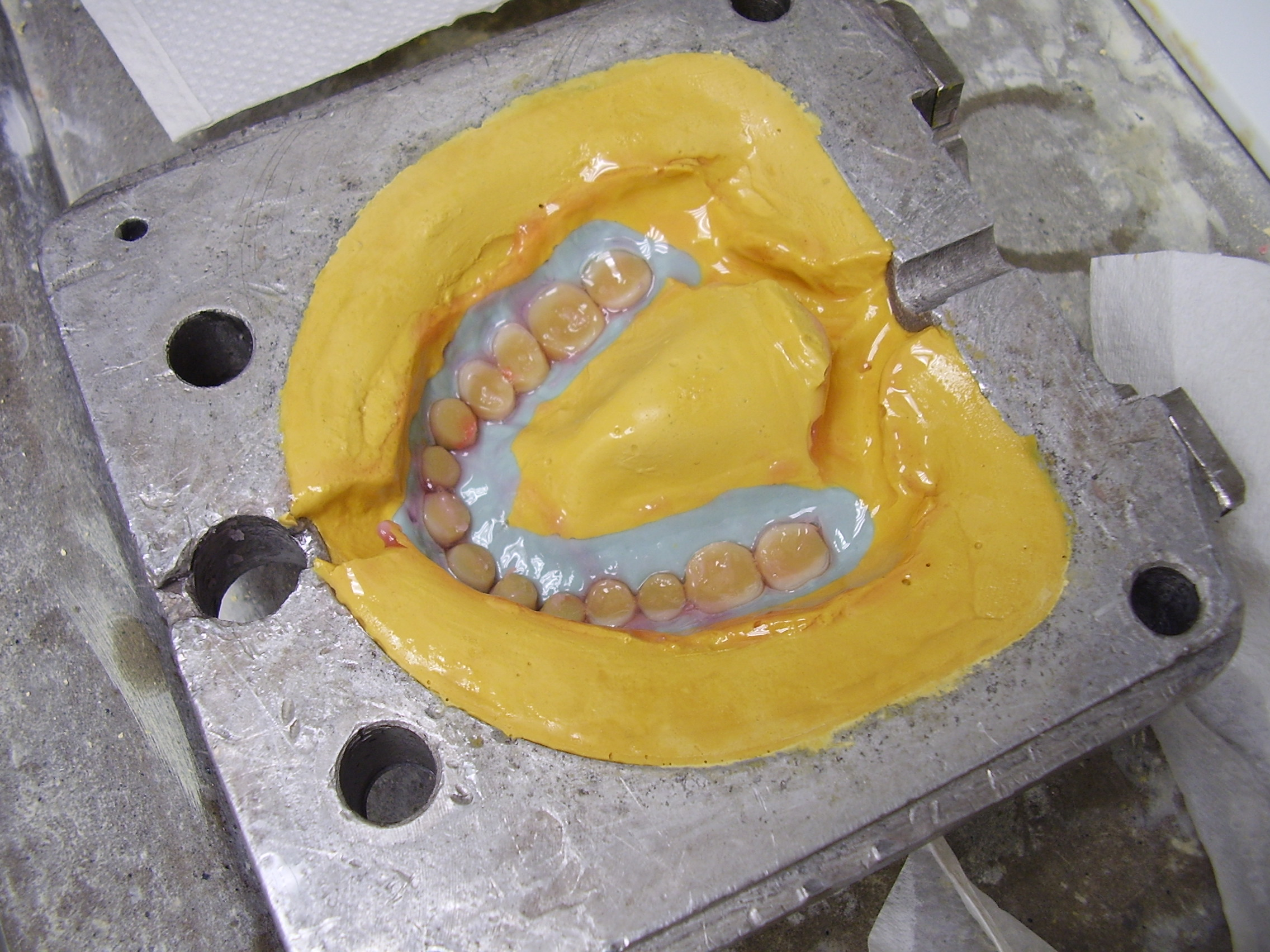
Nach dem Ausbrühen bleiben die Zähne in der anderen Hälfte der Küvette.
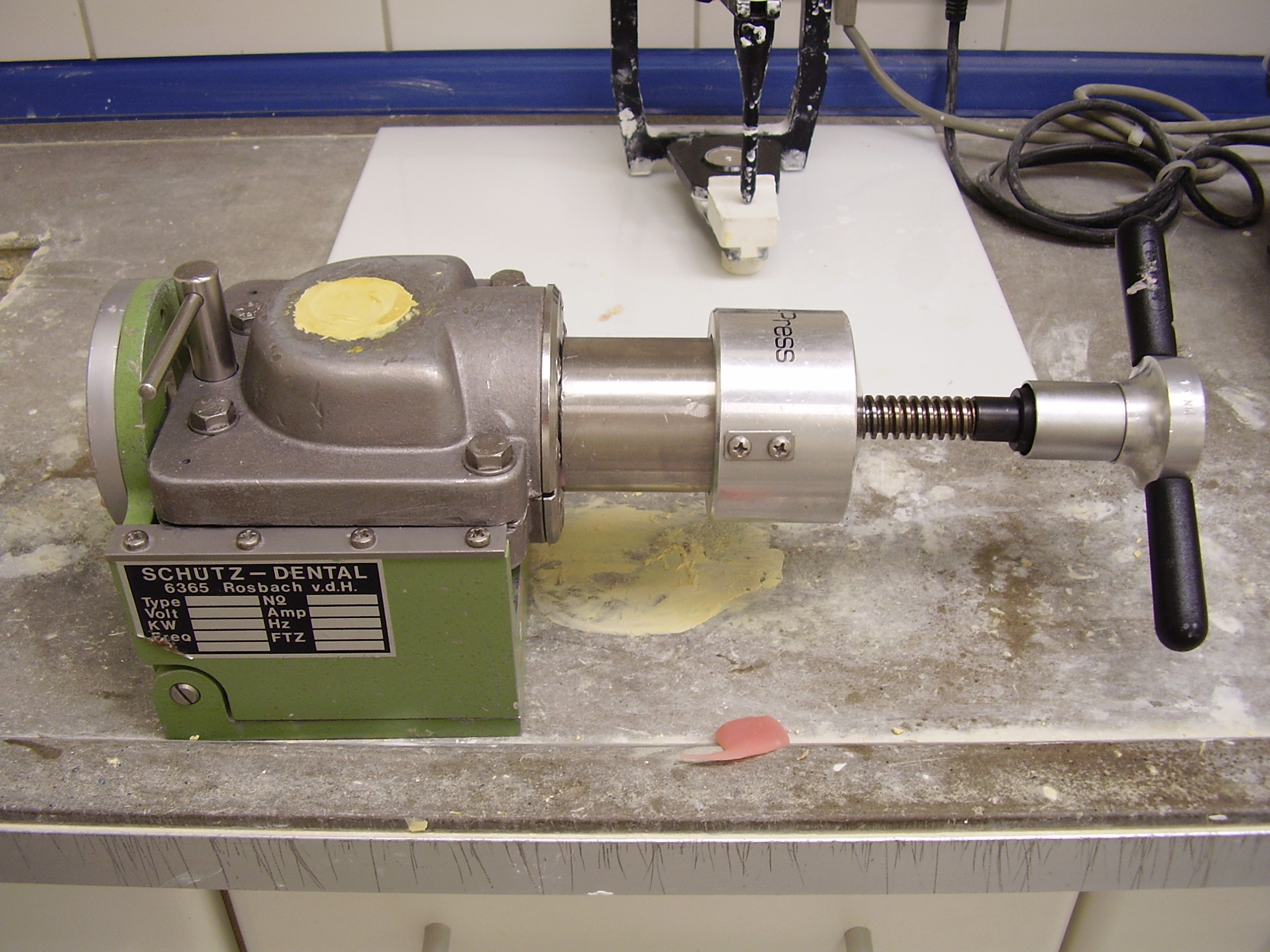
Der Kunststoff wird im Injektionsverfahren in die Küvette gepresst.
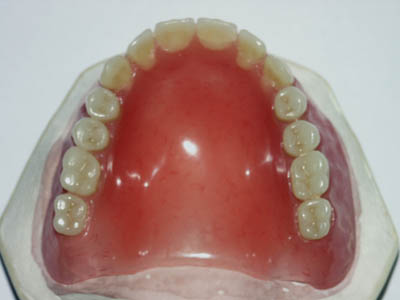
Die fertige, Hochglanz polierte Oberkieferprothese

### Einlagefüllungen
Die zahntechnische Vorgehensweise bei Inlays und Onlays (Goldgussfüllungen) entspricht weitestgehend der der Fertigung von Kronen und Brücken. Ebenso entspricht die Herstellung von Keramikfüllungen der Vorgehensweise bei Keramikverblendungen, allerdings wird dabei keine Basis aus Metall verwendet.

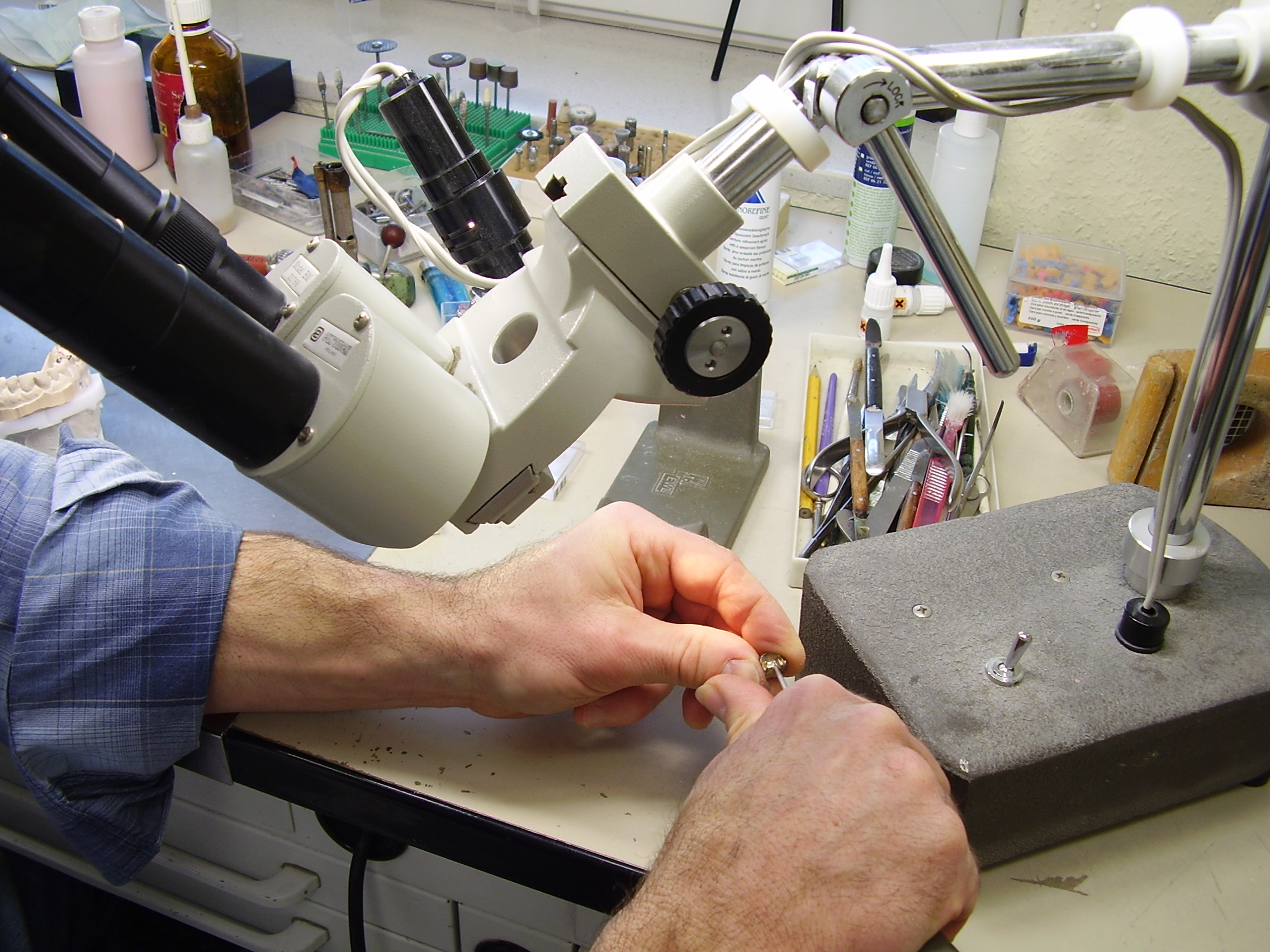
Ausarbeiten eines fertig gegossenen Inlays unter dem Stereomikroskop
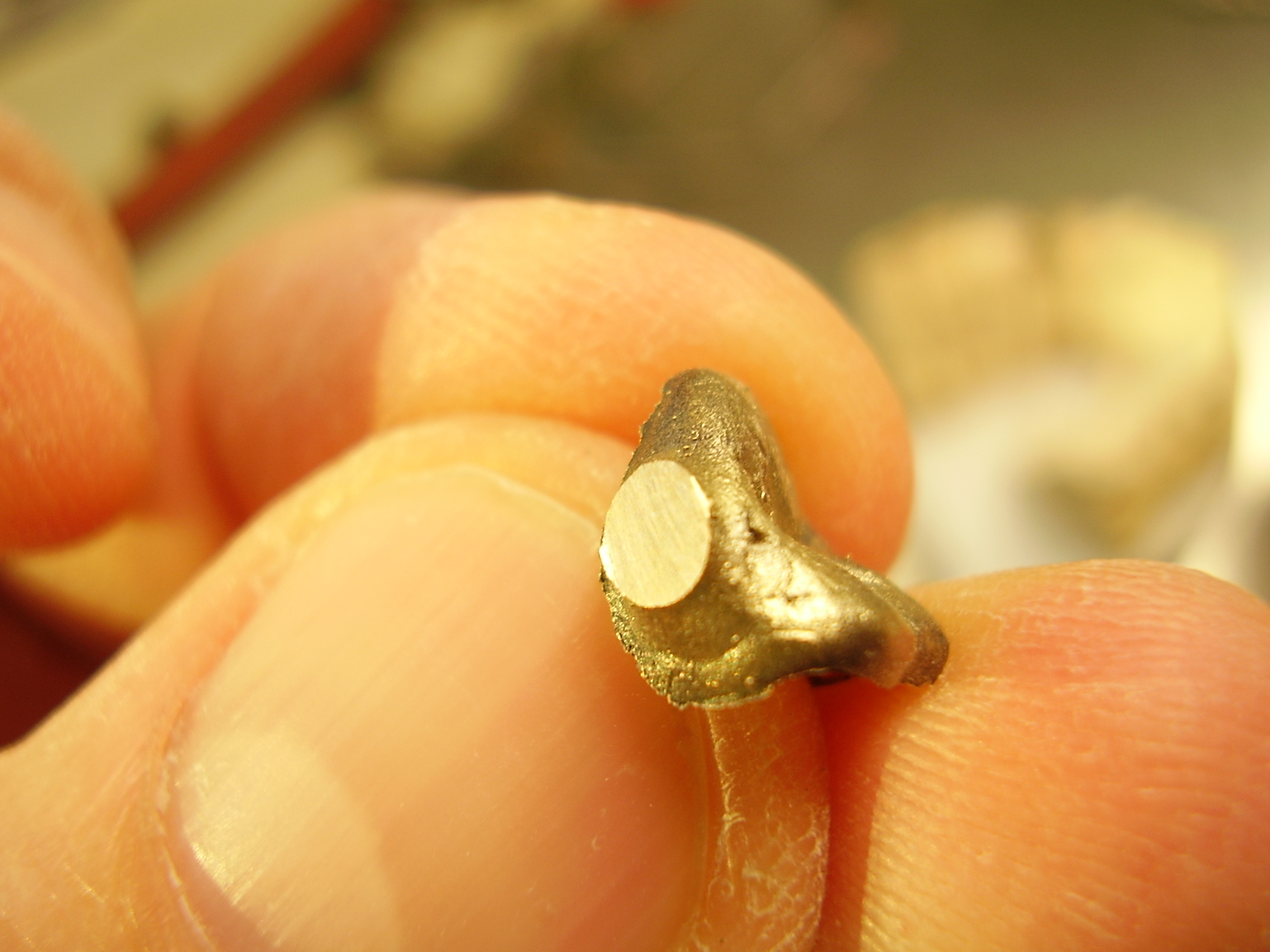
Ein Onlay wird ausgearbeitet.
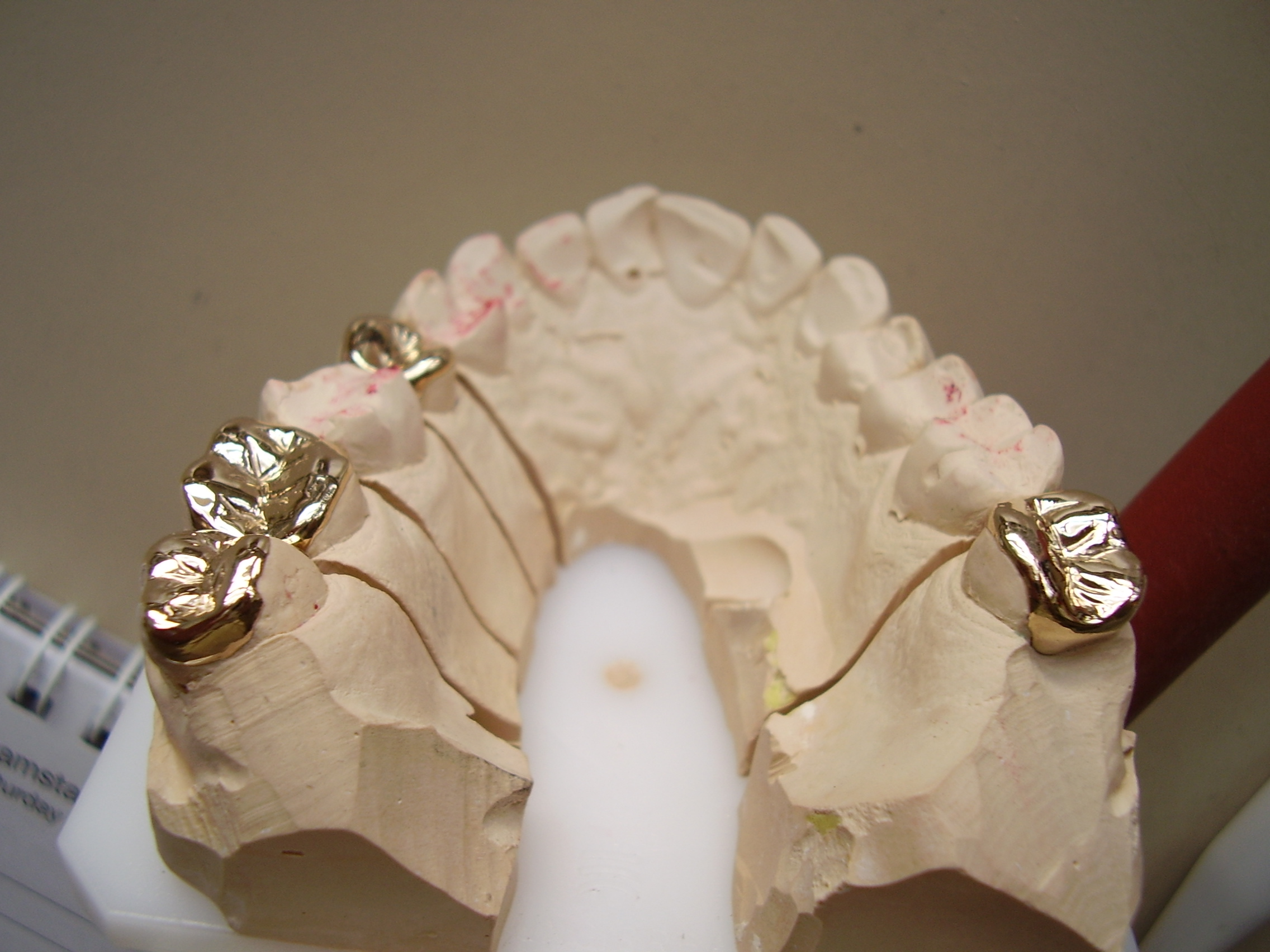
Hochglanzpolierte Onlays auf dem Sägemodell.

### Kieferorthopädische Geräte
Herausnehmbare Kieferorthopädische Behandlungsgeräte (beim Laien auch unter den Begriffen Regulierung, Zahnspange oder Klammer bekannt) sind entweder Plattenapparaturen (jeweils für einen Kiefer) oder bimaxilläre (beide Kiefer betreffend) Monoblöcke (besser: Funktionskieferorthopädisches Gerät), die auf beide Kiefer gemeinsam wirken.
Platten werden durch speziell geformte Drähte (z. B. Adamsklammer) am Restgebiss verankert. Weitere Drähte (z. B. Labialbogen, der die Lippe und deren Druck abhält) oder Schrauben dienen als aktive Elemente. Monoblöcke hingegen werden gewolltermaßen nicht fest verankert, sondern wirken durch die Funktion (Mundöffnen und -schließen). Auch wenn diese Drahtelemente teilweise vorgefertigt sind, obliegt es doch dem Zahntechniker, diese exakt anzupassen und die Kunststoffteile herzustellen.
Bei kieferorthopädischen Geräten unterscheidet sich die Umsetzung in Kunststoff von derjenigen bei Prothesen:

Bei beiden Verfahrensweisen werden zuerst die Modelle gründlich gewässert, um bei der späteren Polymerisation im Drucktopf ein Aufsteigen von Luftblasen zu verhindern. Anschließend werden sie isoliert, um den Kunststoff nach dessen Aushärtung wieder gut vom Modell lösen zu können.
- Streumethode: Ohne das Modell einzubetten, wird das Pulver (Polymer) unter leichten Pendelbewegungen direkt auf das Modell gestreut und anschließend mit Flüssigkeit (Monomer) benetzt. Zu beachten ist dabei, dass nur so viel Flüssigkeit appliziert wird, wie vom Pulver aufgenommen werden kann, da es sonst zum Verfließen des Materials kommt.
- Modelliertechnik: Diese Technik wird bei der Herstellung von bimaxillären Geräten bevorzugt. Hierbei werden 2,5 Teile Pulver mit 1 Teil Flüssigkeit in einem Anmischgefäß angerührt und nach einer Anquellzeit von 4 bis 7 Minuten kann der Kunststoff direkt auf das isolierte Modell aufgetragen werden. Nach ca. 10 Minuten setzt die Polymerisation ein.

Die endgültige Polymerisation erfolgt bei beiden Verfahren bei 2 bis 3 bar in einem Drucktopf und einer Wassertemperatur zwischen 35 °C und 45 °C für 25 Minuten.

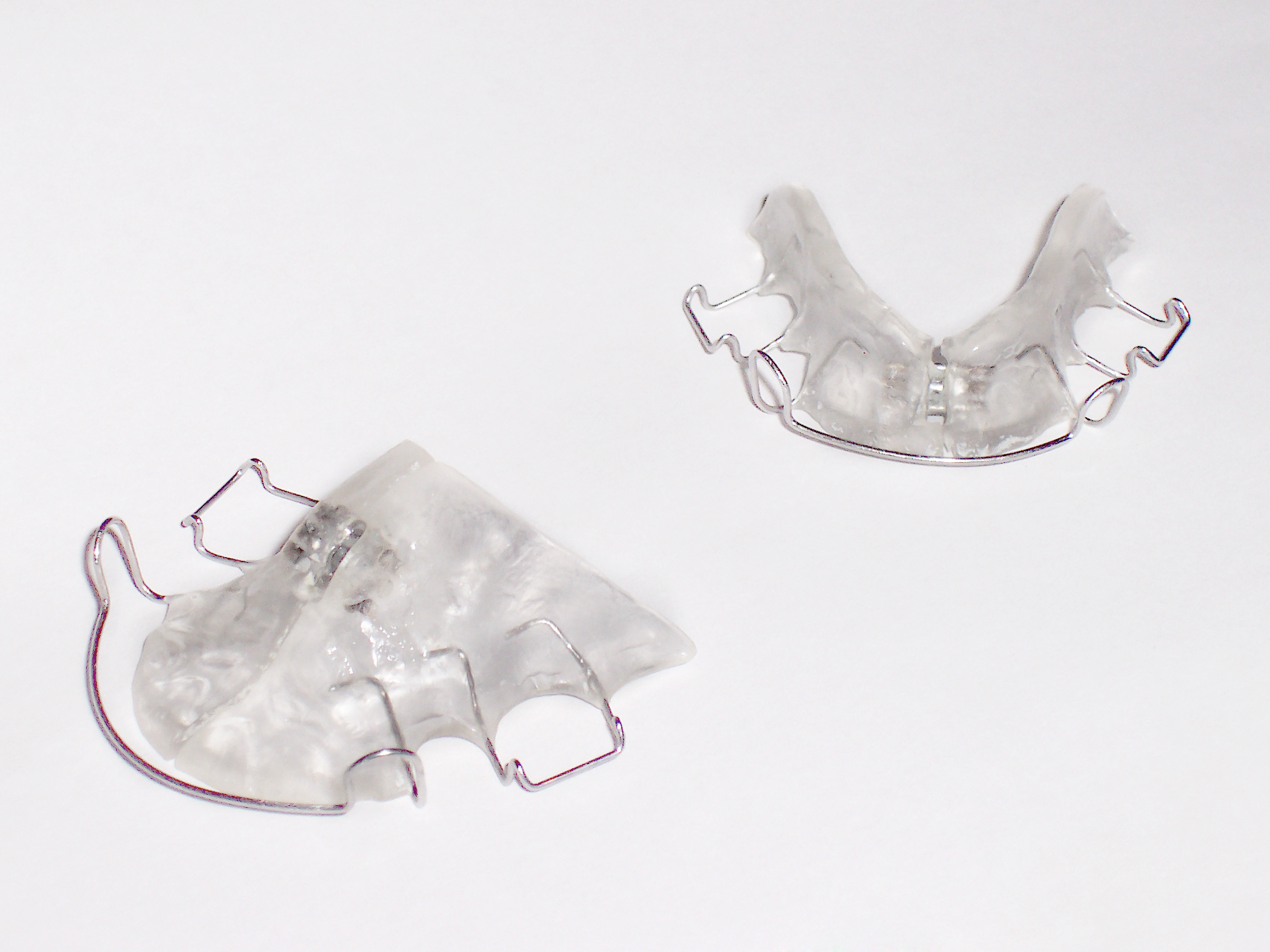
Ober- und Unterkiefer-Dehnplatten

### Weitere Arbeitsbereiche

#### Aufbissschienen
Um eine Aufbissschiene (auch Miniplastschiene genannt) herzustellen, wird in einem Tiefziehgerät eine etwa 1 mm bis 4 mm starke Kunststoff-Folie durch Wärme plastifiziert (erweicht) und durch Druckluft und Evakuierung über das Kiefermodell gepresst. Anschließend kann der gewünschte Abschnitt aus der Folie herausgefräst und ausgearbeitet werden. Derartig hergestellte Schienen dienen unter anderem dazu, als Trägerfolie provisorische Brücken herzustellen oder traumatisch (unfallbedingt) gelockerte Zähne zu schienen. Auch können sie als Medikamententräger für Gels bei einer Fluoridierung der Zähne dienen. Um sie als Knirscherschiene einzusetzen, können sie individualisiert werden, indem Kunststoff aufgetragen wird, der die gewünschte Position des Gegenkiefers fixiert.

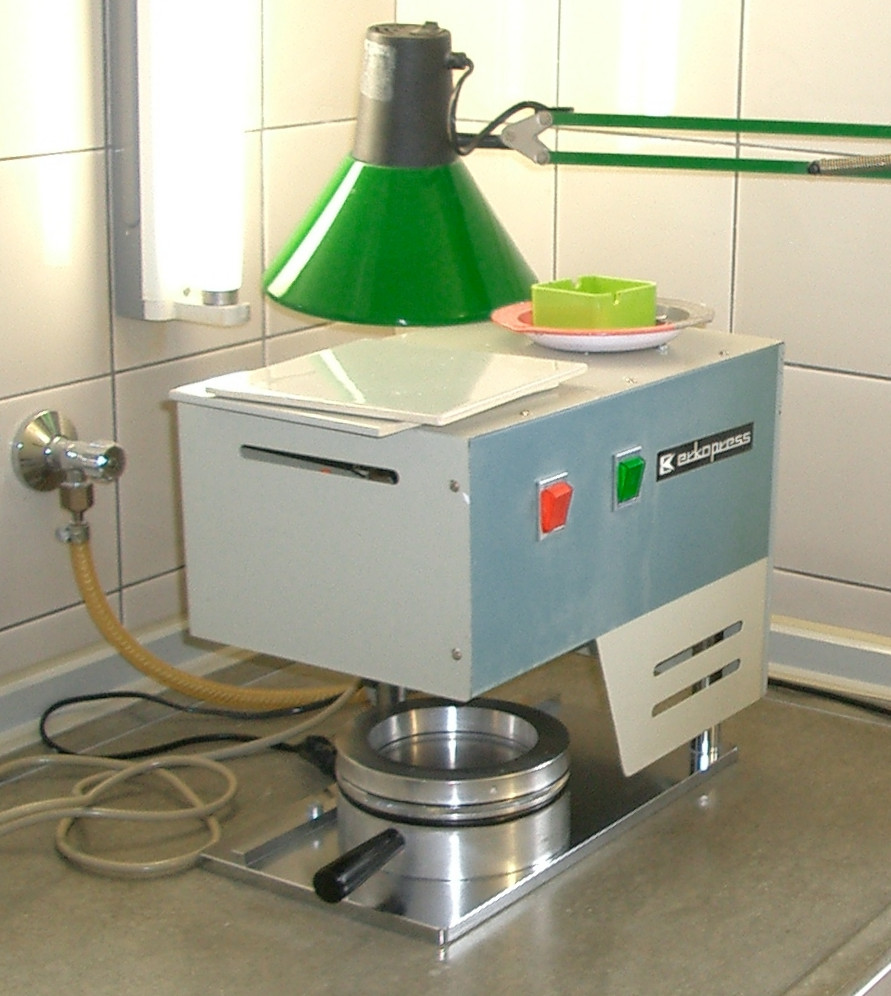
Tiefziehgerät
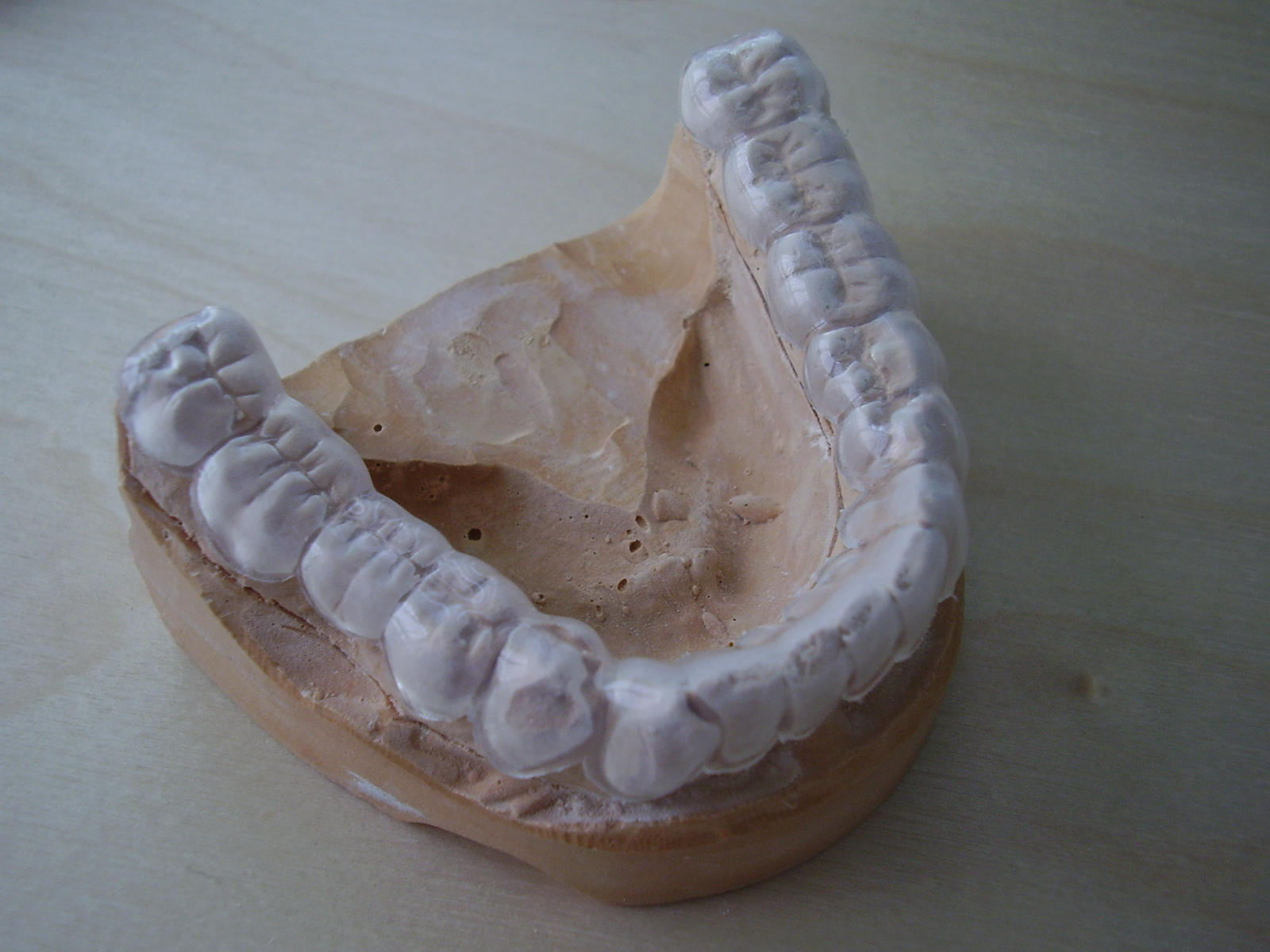
Aufbissschiene auf dem Modell
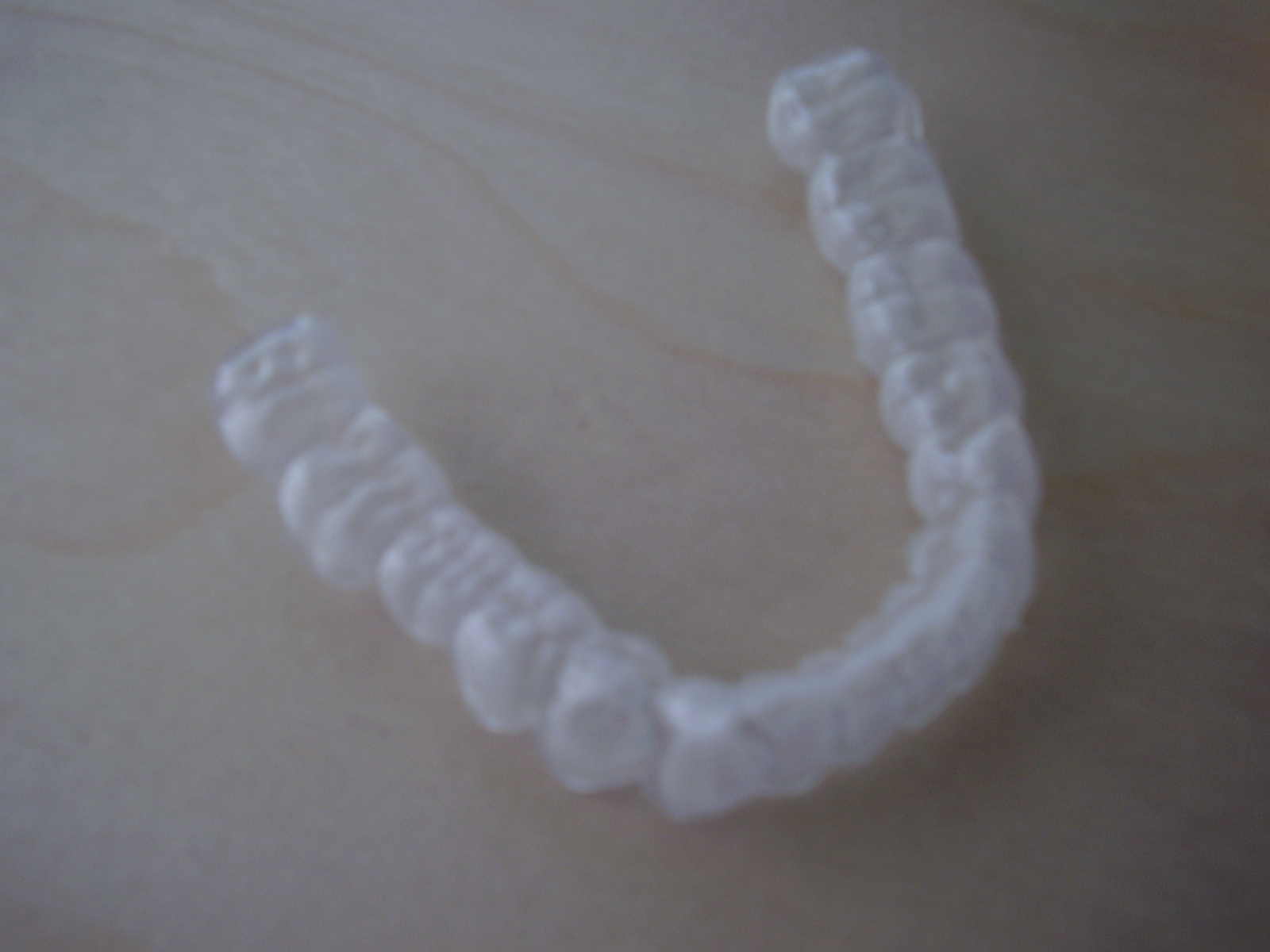
Aufbissschiene

#### Unterkieferprotrusionsschienen
Bei Patienten mit einem leichten bis mittelgradigen obstruktiven Schlafapnoe-Syndrom (OSAS) und dem Upper Airway Resistance Syndrom (UARS), zwei Formen der schlafbezogenen Atmungsstörungen, kommen als Therapie in manchen Fällen Unterkieferprotrusionsschienen zur Anwendung. Durch diese individuell nach Abformung der Zähne gefertigten, labortechnisch hergestellten, einstellbaren Schienensysteme werden Unterkiefer, Zunge und weitere Strukturen nach vorne positioniert und der Biss geöffnet. Dadurch wird die Einengung des Rachenraums verringert, die Atemwege werden im Schlaf mechanisch offen gehalten und der Atemwegswiderstand nimmt ab.

#### Anti-Schnarch-Schienen
Anti-Schnarch-Apparate werden widersinnigerweise oft als „Schnarchapparate“ bezeichnet. Im engeren Sinne handelt es sich um Anti-Schnarch-Schienen. Es gab und gibt eine ganze Reihe von Versuchen, mit Hilfe an den Zähnen befestigter Apparaturen, dem Schnarchen entgegenzuwirken. Derzeit gibt es angeblich etwa 70 verschiedene Modelle. Auch die Anfertigung derartiger Geräte obliegt dem Zahntechniker nach Beauftragung durch den Zahnarzt. Protrusionsschiene und Mundvorhofplatte. Eine Anti-Schnarch-Schiene ist keine Leistung der Gesetzlichen Krankenversicherung. Sie ist auch nicht im Leistungskatalog der Gebührenordnung für Zahnärzte enthalten. Sie wird dort als Analogleistung berechnet. Die Zahntechnikkosten werden nach der Bundeseinheitlichen Benennungsliste (BEB) für Privatleistungen berechnet.
Siehe auch: Schnarchen

### Ausarbeitung und Politur
Bei allen zahntechnischen Arbeiten ist es erforderlich, die Werkstücke sorgfältig auszuarbeiten und auf Hochglanz zu polieren. Eine Hochglanzpolitur ist eine Oberflächenveredelung. Rauhigkeitsspitzen der Oberflächenstruktur werden plastisch und teilplastisch verformt und so geebnet (Presspolieren; engl. Burnishing). Zum anderen erfolgt je nach Art der Politur ein kleinster bis kleiner Werkstoffabtrag (Glanzschleifen). Die Glätte des Werkstücks reduziert die Anhaftung von Zahnbelägen (Plaque).
Die Lippen und vor allem auch die Zunge des Patienten ertasten und spüren jede kleinste Unebenheit oder sogar scharfe Kante. Die Zunge nimmt alle Unregelmäßigkeiten um ein Vielfaches größer wahr.
Die Politur erfolgt von grob nach fein. Das bearbeitende Medium wird immer feiner: je nach Werkstoff (z. B. Fräse, Schmirgelpapier unterschiedlicher Körnung, Bimspulver, Ziegenhaarbürste und Leinenschwabbel – die letzten beiden jeweils mit Polierpasten).

## Preise
Die Preise für zahntechnische Leistungen sind, soweit es sich um Zahnersatz für gesetzlich versicherte Patienten handelt, in einer Höchstpreisliste (Bundeseinheitliches Leistungsverzeichnis für zahntechnische Leistungen (BEL)) festgelegt. Bei Privatpatienten können Preise frei nach den Grundsätzen der Angemessenheit und Ortsüblichkeit kalkuliert werden. Die Bundeseinheitliche Benennungsliste für zahntechnische Leistungen (BEB) gilt dafür als Grundlage.
Die für Praxislabore geltenden Preise für gesetzlich Versicherte Patienten sind gegenüber den Preisen, die gewerbliche Laboratorien in Rechnung stellen dürfen, um 5 % abgesenkt. Zitat: „Die Beträge nach Satz 6 vermindern sich um 5 vom Hundert für zahntechnische Leistungen, die von Zahnärzten erbracht werden.“ Hintergrund ist, dass ein gewerbliches Labor – im Gegensatz zum praxiseigenen Labor – gewerbesteuerpflichtig ist.
Zahntechnische Arbeiten unterliegen laut § 12 Abs. 2 Nr. 6 UStG dem ermäßigten Mehrwertsteuersatz von 7 % (Stand 2017).
Günstigen Zahnersatz anzubieten, wird vom Gesetzgeber gewünscht. Deshalb empfehlen viele gesetzlichen Krankenkassen ihren Patienten, sich auch über billigen Zahnersatz aus dem Ausland zu informieren. Auch geben manche Krankenkassen ihren Versicherten Empfehlungslisten, die deutsche Dentallabore enthalten, die Zahnersatz vergleichsweise preiswert anfertigen. Hierbei wird jedoch außer Acht gelassen, dass die eingespielte Zusammenarbeit zwischen Zahnarzt und Zahntechniker entscheidend für das Behandlungsergebnis ist.

## Tendenzen
Künftige Entwicklungen der Zahntechnik gehen in Richtung besonders biokompatibler Werkstoffe, einer Verbesserung und Vereinfachung der Verfahrenstechniken sowie einer weiterhin verbesserten Individualisierung des Zahnersatzes, um jeden Eindruck des „Künstlichen“ zu vermeiden. Dazu bedarf es einer optimalen Zusammenarbeit von Patient, Zahnarzt, Praxispersonal und Zahntechnikern. Weil immer mehr Patienten auf einen nicht nur natürlich aussehenden Zahnersatz, sondern auch auf dessen festen Halt und eine hohe Funktionstüchtigkeit Wert legen, steigt seit Jahren der Anteil des auf Implantaten befestigten Zahnersatzes an. Diese Tendenz wird sich weiter fortsetzen.
Die Zahntechnik wird sich in den nächsten Jahren auch dahingehend verändern, dass in das zwar hoch technisierte, aber dennoch manuell geprägte Handwerk eine zunehmend hochspezialisierte Automatisierung Einzug halten wird. Es sind verschiedene CAD/CAM-Systeme verfügbar, die die Kiefersituation durch mechanisches Abtasten, Laser- oder optische Scans aufnehmen, um den Zahnersatz am Bildschirm zu konstruieren. Diese Daten werden einer Produktionsmaschine übergeben, die den Zahnersatz aus verschiedensten Materialien fräst oder sintert. Gerüstwerkstoffe wie Zirkon, Zirconiumoxid, Aluminiumoxid, Titan usw., die sich durch eine besondere Festigkeit auszeichnen, kommen zunehmend zum Einsatz.